# 伊斯蘭教法
伊斯兰教法（亦稱回教法，羅馬化：Šarīʿa，直译：「道路」；阿拉伯語發音：[ʃaˈriːʕa]，音译：沙里亞）是伊斯蘭教的宗教法，具有極其複雜的法律和理論體系。它的主要神學根源是被稱為真主之言的《古蘭經》及聖訓聖行。伊斯蘭教法規管穆斯林日常生活的各方各面，包括但不限於人神關係、穆斯林與非穆斯林的關係、政府、倫理、公眾及個人行為、個人衛生、民事及刑事、飲食、婦女權利、性行為、衝突的解決方法等。
除了源自《古蘭經》和聖行，伊斯蘭教法的一些律例亦可通過其他法學手段推演而成，因此伊斯蘭教法亦包括這些透過伊智提哈德（推演詮釋）而成的法律。由於伊斯蘭教法是真主的旨意，在本質上它是不可變更的，但在實際應用上卻接納改變和調整。在涉及法律的許多範疇上，伊斯蘭教法僅給予大體的方針，法律細節需要透過人類智慧的推論修飾應用。西方學者弗蘭克·愛德華·沃格爾稱「伊斯蘭教法的界限及準則或許是不可知論，但它也不是那麼抽象、難以理解及相對主義」。
隨著民族主義在穆斯林國家的盛行，民族國家紛紛湧現，導致伊斯蘭教法的衰微。現代國家自身飾演了立法者的角色，傳統上由穆斯林學者履行的司法和立法功能受到削弱。不過，儘管許多穆斯林國家都實施世俗法律，保守派卻呼籲重新履行伊斯蘭教法。自1980年代興起的伊斯蘭主義反對現代穆斯林世界的世俗化，支持重新奉行早期更純正的伊斯蘭教，由伊斯蘭教法管治日常生活的一切。

## 語源與語義
阿拉伯語沙里亞一詞經常被翻譯成伊斯蘭教法，但其實它有更廣泛的涵義。阿拉伯語字典把沙里亞解作「道路」，更完整的表達則是「通往水泉的道路」。沙里亞的阿拉伯語字根Shar'另有「開始」、「帆船」、「帳篷」、「立法」的意思，可展现伊斯蘭教法的一些面貌，例如它是穆斯林社會基礎、初始的準則，它就像帆船和帳篷一樣帶領穆斯林邁向理想社會和保護人民免受身心和精神上的傷害，立法則指字面上所說把伊斯蘭教法立法成典。
根據研究伊斯蘭教法的學者伯納德·G·韋斯解釋，正如荒漠上通往水泉的道路提供了生機，臣服於伊斯蘭教及教法可滋補心靈，因此沙里亞在阿拉伯語裡含有這樣的隱喻，再結合《古蘭經》提到穆斯林臣服於真主是踏上「正途」，這個詞語解作道路引伸為所有穆斯林祈求真主作出的指引。辭典作家把沙里亞定義為：
|  | 沙里亞與馬什拉阿（與沙里亞同源的另一個詞語）解作飲水之地、人獸喝水的地方……但阿拉伯人只會用來指稱永久水源，不會用作指稱從水井裡抽出來的水或引水，因為真主的宗教法律是尋求永生的道路，包括齋戒、禮拜、朝覲及其他崇拜、忠信真主之舉的法規。沙里亞亦象徵信仰方式及與信仰相關的習俗行為，這些崇拜的方式和行為顯然是切合宗教的要求。 |

古時的穆斯林學者較強調伊斯蘭教法的廣義，甚至把它與宗教信仰劃上等號。中世紀學者塔巴里稱「沙里亞就是宗教」，他相信伊斯蘭教法包含所有宗教事務。另一位中世紀學者伊本·卡伊姆·嘉伍茲亞認為伊斯蘭教法是真主施加予信徒的公義法則，也是給予造物的慈悲之心和投影，祂的這些影響和智慧證明了祂的存在，也證言了先知的真確。
現代把沙里亞直白地翻譯成伊斯蘭教法省略了它在倫理和神學上的含義，但學者瓦埃勒·哈拉格仍建議把沙里亞翻譯成伊斯蘭教法，並承認西方語言難以表達這種非西方的傳統思想。弗蘭克·格里費爾及穆罕默德·哈希姆·卡邁利都直接翻譯成伊斯蘭教法，阿卜杜拉希·艾哈邁德·納伊姆稱為了方便起見把沙里亞一詞涵蓋所有被描述為伊斯蘭教法的事物。西方學者當中較早研究伊斯蘭教的學者約瑟夫·沙赫特則提出了一個通用的定義：沙里亞法規是伊斯蘭教的宗教法律，亦包括了一切宗教義務，由安拉統轄所有穆斯林日常生活各個方面。
另一個阿拉伯詞語斐格海（羅馬化：Fiqh）有時也會被翻譯成伊斯蘭教法，但它與沙里亞的含義不一樣。沙里亞是《古蘭經》和聖行的神授訓令，加上人類對它們的理解而成的法律規範；斐格海則純粹是人類對伊斯蘭教法細節的認知。學者哈立德·阿布·法德勒描述沙里亞是真主的理想，不受變幻莫測的世間玷染和影響，猶如空中樓閣，斐格海是人類理解和實現這個理想的嘗試。沙里亞是不變、完美無暇的，但斐格海不是。

## 歷史
在傳統的伊斯蘭教學說裡，法律就是神授旨意，這種法律制度先於穆斯林國家出現，掌管穆斯林社會。在伊斯蘭教先知穆罕默德逝世後，真主不再直接降示法旨，伊斯蘭教法遂停滯不變，因此這種法律制度不具備與社會與時並進的歷史性質。在傳統伊斯蘭教法學裡，西方的那種法律史不僅是沒有意義，而且是根本不存在。不過，近期研究卻表明，伊斯蘭教法學並非不能順應社會發展所需。
瓦埃勒·哈拉格認為伊斯蘭教社會奉行的法律是可變的，不同意有說法指它在古時就已經不再接受詮釋。另一位學者約翰·埃斯波西托的看法類似，認為伊斯蘭教法有能力適應時勢發展，並指這是伊斯蘭教法的特色，歷史裡聲稱伊斯蘭教法不容改變的聲音危及伊斯蘭教法的可溯性和適應新形勢的能力。法德勒亦稱沙里亞法規描述的完美理想是人類難以達到的境界，穆斯林法學家盡其所能嘗試去理解，因此沙里亞法規正在不斷完善，有它的演變歷史，他不認為真主會把7世紀的背景刻劃進永不變更的《古蘭經》裡，把世世代代的穆斯林關在這種認識論裡。

### 起源
傳統伊斯蘭教法史學透過探尋歷史淵源來闡明它的本質。在伊斯蘭教法史學裡，淵源往往帶有「創始」、「誕生」的意思，不僅表明它的歷史具有本源，還暗指它具有誕生、成形及成熟的階段。近年的學者在研究早期伊斯蘭教法歷史時嘗試追溯它的起源，辨別奠下基礎的人物。所有穆斯林和非穆斯林學者都同意伊斯蘭教法在伊斯蘭曆最初的數百年內變得詳實，但他們對起始時間和所受的影響都有不同的意見。
沙赫特認為伊斯蘭教法的法則始於倭馬亞王朝後期。德國史學家謝洛莫·多夫·戈伊泰恩認為穆罕默德在後期開始意識到法律也是宗教的一部分，他認為相關的《古蘭經》經文在穆罕默德逝世的五年前出現，因此把伊斯蘭教法的起點定在627年。另一位德國學者哈拉爾德·莫茨基認為沙赫特把時間定得太晚，他指伊斯蘭教法的開端要早50至75年。研究伊斯蘭教法的亞辛·達頓認為8世紀編寫的《伊瑪目馬立克聖訓集》是最早活靈活現地記載伊斯蘭教法的文典。

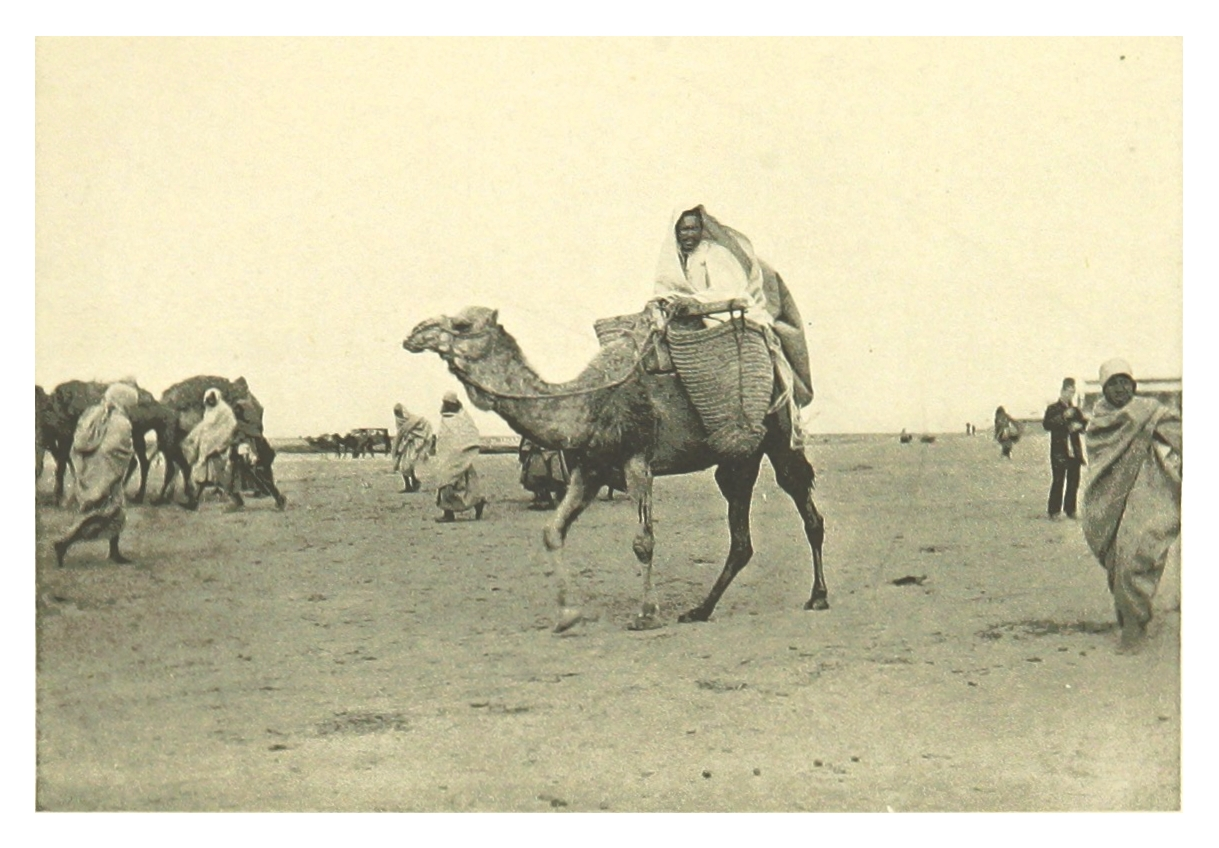
騎駱駝的阿拉伯人。伊斯蘭教法受到古阿拉伯人的傳統習俗影響。

伊斯蘭教發源於部族文化，家庭和部族的延續和榮譽至關重要，為了生存和捍衛榮譽而復仇和襲擊其他部族是可以接受的行為。儘管《古蘭經》所列的律例試圖改變它們，但沒有完全擺脫部族文化，例如《古蘭經》依然允許謀殺受害者的家屬向凶手復仇。沙赫特指出，古阿拉伯人受到傳統習俗和先例的束縛，這種在阿拉伯語裡被稱為遜奈的概念成為了伊斯蘭教法其中一個核心思想。
另一方面，西方學術界主張伊斯蘭教借用了外來的世俗法律，例如羅馬和波斯法律。匈牙利伊斯蘭教學者伊格納茲·戈德齊赫指出先知逝世後的伊斯蘭教法融合了猶太基督教及羅馬的法律習性。東方學家帕特麗夏·克羅內認為早期倭馬亞王朝的律例在某程度上來自近東的地方法律，這些法律事實上融合了許多受希臘法律影響的古老習俗。

### 成形
伊斯蘭教法在7至10世紀成形，《古蘭經》的啟示和穆罕默德以先知的身分作則，形成了伊斯蘭教法的基礎。沙赫特及另一位學者諾埃爾·庫爾森都指出，直至9世紀至10世紀初之前的伊斯蘭教法成形階段，穆斯林法學家發展出法律制度。埃及學者沙菲克·謝哈塔亦同意，並指出伊斯蘭教法的法則在此時得到全面發展。穆罕默德的家人、同伴、伊瑪目（伊斯蘭教的領袖）在這段時期也促進了法律的演變。
穆斯林相信《古蘭經》是由天使吉卜利勒在610年口授予穆罕默德。在伊斯蘭教的宗教和法律事宜上，《古蘭經》有絕對的權威。許多伊斯蘭教法都在穆罕默德遷至麥地那後才出現，他在當地向穆斯林社群講解公義、自由、寬容等概念，又與附近信奉不同宗教的部落訂立公約。穆斯林社群與猶太人訂立的《麥地那憲章》承認猶太人的宗教法律和習慣，被視為是第一個伊斯蘭教的憲法。
傳統上認為《古蘭經》裡有大約500條與法律有關的經文，涵蓋了家庭、宗教、商貿錢財，其中的詳略不一，實體法的經文似乎是在626年後才降示。穆罕默德在當時認為初生的穆斯林社群需要屬於他們的法律，《古蘭經》裡有一段經文被追溯到此時，提及「我降示你這部包含真理的經典，以證實以前的一切天經，而監護之。故你當依真主所降示的經典而為他們判決，你不要捨棄降臨你的真理而順從他們的私欲」，啟示伊斯蘭教法可處理除了宗教以外的許多問題。當時的亞美尼亞天主教主教謝別奧斯認為穆罕默德確立了伊斯蘭教特有的法律，與其他法律有明顯的分別。
到穆罕默德逝世後，由於世俗的統治者哈里發無法與真主建立聯繫，這種立法方式已不可行，再加上伊斯蘭教的迅速擴張形成了新的局勢，他們需要新法來保持與外界的關係。他們發展出伊斯蘭教法學，使之可以從《古蘭經》、聖行及其他如格雅斯及共識等的方式來訂立新法。來自庫法、巴士拉、麥加、麥地那及大馬士革的學派和學者嘗試根據伊斯蘭教的倫理來構建法制，並參考征服地區的法律習俗吸收羅馬、猶太及巴比倫法制的元素。
沙赫特、戈德齊赫等學者的研究顯示，被稱為拉爾伊的理性推論在8世紀開始得到倡導，形成了主張運用常理和批判性看法來解決法律問題的「意見派」。到了中葉，與之相對的另一派崛起，這一派強調傳統的角色。隨著先知言行紀錄的收集，傳統滲進伊斯蘭教的法律理論，使聖訓成為伊斯蘭教法裡重要的一環。作為宗教學者的烏理瑪亦在此時興起，具體落實伊斯蘭教的法學原理。
伊斯蘭教法學家沙斐儀在9世紀初整合了伊斯蘭教的法律習慣，經過他的弟子們進一步的整理形成了伊斯蘭教第一個主流法學學派沙斐儀派。另外三個主流學派馬立克派、哈乃斐派、罕百里派亦相繼建立起來，伊斯蘭教法的各個法源及法律的實際應用層面在這些學派的眼中各有不同。另外，聖訓學者在9世紀下半葉編制了多部聲稱去偽存真的聖訓集，其中以《布哈里聖訓實錄》及《穆斯林聖訓實錄》最為重要，被視為是先知事跡的真確紀錄。

### 古典時代
伊斯蘭教法的古典時代始於10世紀，這段時期的法學家根據他們所屬的學派傳授法律學說，並編寫實體法及法律規程的著作。沙赫特認為900年是伊斯蘭教法由成形時期的蓬勃發展過渡到古典時代逐漸變得刻板的分水嶺，他指出「所有學派的學者都充分討論和解決了所有關鍵問題，共識逐漸形成……隨後的動態限制在解釋、應用和詮釋已經確立的學說」。庫爾森及另一位學者沙菲克·謝哈塔也認為伊斯蘭教的法理到了10世紀就已經完全成形。

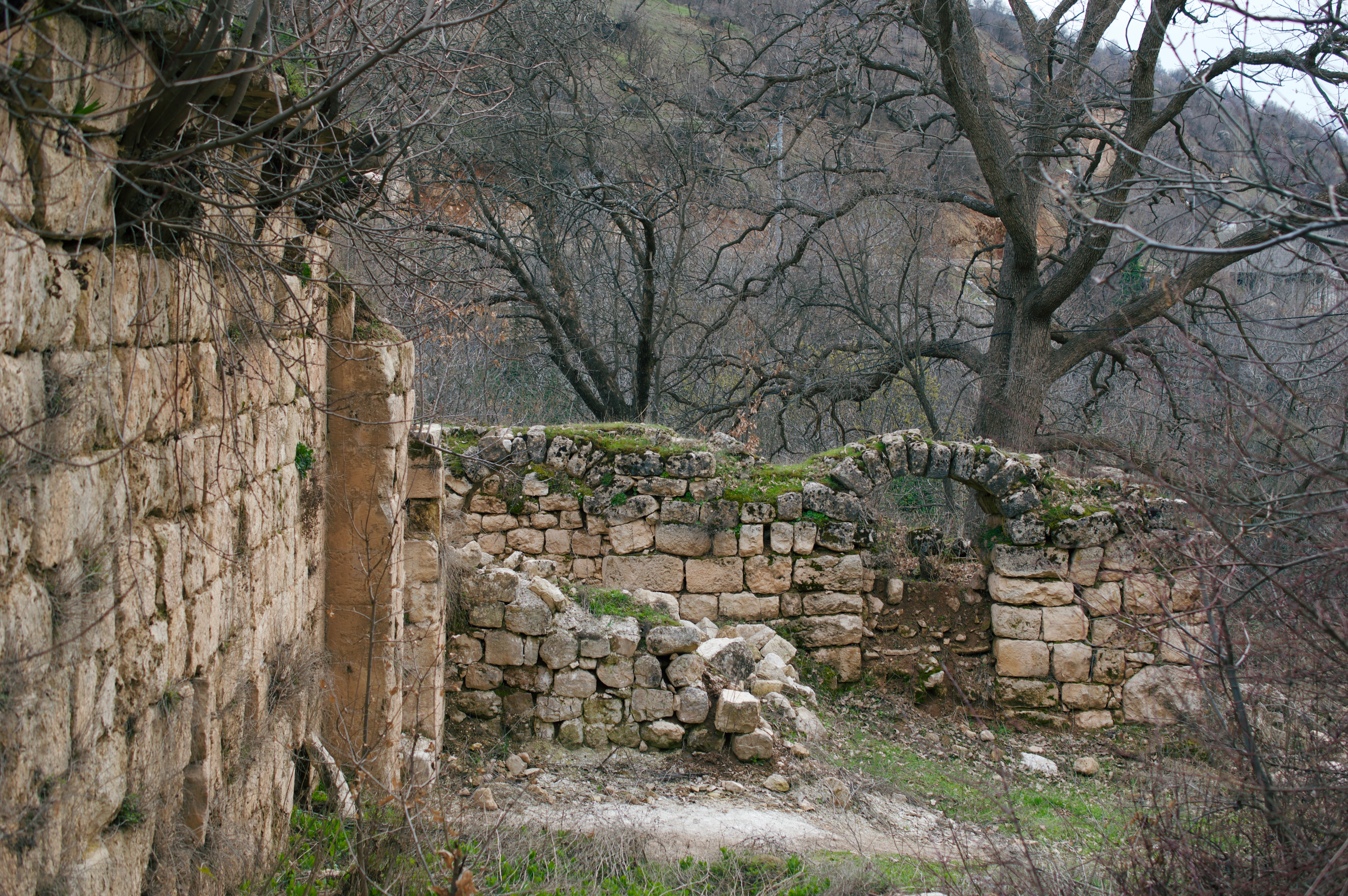
古卜漢伊斯蘭學校的遺址。這類學校是穆斯林學習伊斯蘭教法的地方。

隨著阿拔斯王朝哈里發穆阿台迪德在巴格達創辦伊斯蘭學校，這類學校在此後的10世紀成為學習伊斯蘭教法的地方，學生的住宿得到宗教慈善信託的資助。10世紀學者安薩里所創的神學派別艾什爾里派認為推理不可以找出對錯，強調真主的全知全能，使法律要順從神學。與此同時，統治埃及的法蒂瑪王朝哈里發曼蘇爾單純以正確無誤的伊瑪目而自居發佈了宗教法律，其法律作為法蒂瑪王朝的官方法典，不參考此前其他伊瑪目的言論，也不作任何法理推論使之合理化。
至11世紀，哈里發國的版圖變小變碎，政治領導角色改由蘇丹擔任。蘇丹不自視為先知後裔，但仍繼續維繫伊斯蘭教法，以保護穆斯林社群，此時的伊斯蘭教法已能規範中東城市日常生活的許多部分。安薩里把伊斯蘭教法與神秘主義結合起來，學者艾拉·拉皮德斯形容安薩里的神秘主義給穆斯林提供了真主真實存在的深入見解，加強了他們恪守伊斯蘭教法的信念。
儘管現在有不少學者並不同意，但自12世紀後，許多法學家都同意創制之門已經關閉，早前自由應用的伊智提哈德不再獲得採用，轉而採納塔格利德（遵從前人的學說），立法受制於過往學者的意見。這樣的轉變對伊斯蘭教法造成重大影響，使伊斯蘭教法無法追上穆斯林社會的轉變。與此同時，統治馬格里布及西班牙南部的穆瓦希德王朝強調穆斯林社群應回歸根本，不接納馬立克派個別的法律見解，廢除猶太人及基督徒的保護民地位。
不過，什葉派學者繼續不受經文限制推導法律。約13世紀，什葉派法學家穆哈齊格·希利提倡採納伊智提哈德作為法源，使什葉派的司法制度犠牲了法律的必然性，接受偶然性的存在。同一時期統治埃及的阿尤布王朝奉行泛遜尼派政策，平等地承認和贊助各個遜尼派學派。13世紀征服了中東的蒙古人帶來了一種叫扎撒的蒙古傳統法律，儘管統治伊朗的蒙古人在13世紀末改信伊斯蘭教，但統治階層和軍人在許多方面仍採用蒙古法律處理自身的事務，而非伊斯蘭教法。

### 後古典時代
隨著蒙古人把他們的部落傳統帶到巴格達及他們征服的伊斯蘭帝國，伊斯蘭教法步入了後古典時代。非阿拉伯裔穆斯林把伊斯蘭教法應用在阿拉伯文明以外的地區。攻克巴格達後，旭烈兀尋求當地的伊斯蘭教學者頒佈伊斯蘭教令，以合法化他的統治。統治伊兒汗國的合贊改信伊斯蘭教，結束了蒙古傳統的多元宗教方針，但當時的學者伊本·泰米葉認為像合贊等這些改信伊斯蘭教的蒙古人是偽信徒，稱「儘管合贊化身為穆斯林，但他沒有在他的領土上樹立伊斯蘭教法」。
14世紀崛起的奧斯曼帝國採納伊斯蘭教法，特別是早在塞爾柱帝國盛行的哈乃斐派。奧斯曼帝國贊助各地的伊斯蘭學校，帝國初期一些最著名的法學家都是這些學校的學生。在統治埃及的馬木留克，法官要根據法學學派的學說作出裁決，否則可能會受到懲處，相關的裁決亦會遭到推翻。據哈拉格所述，到14世紀末，遜尼派的四大法學學派已採用塔格利德，確保法令遵照法學學派規範的裁決，使法律的應用在可以接受的框架之內保持一致。

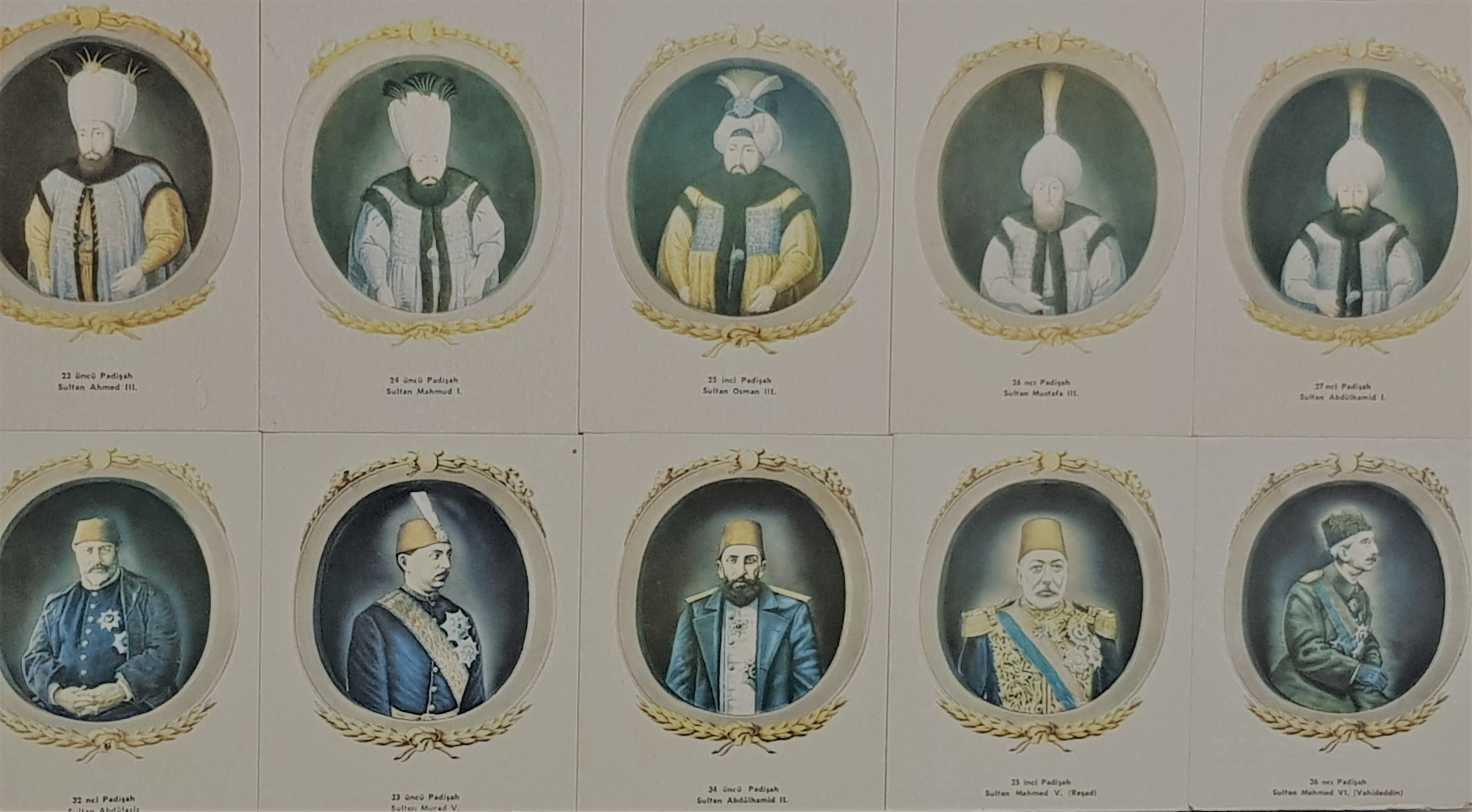
奧斯曼帝國列位蘇丹的肖像。在奧斯曼帝國，伊斯蘭教法與蘇丹所立的法例並行。

自15世紀開始，奧斯曼帝國蘇丹開始立例管理土地、財政及刑事，這些法例補充了伊斯蘭教法沒有涵蓋和不夠精準的地方。儘管史學家科林·因伯認為這種稱為卡農法的法例與伊斯蘭教法互相衝突，但學者艾哈邁德·阿庫恩杜茲卻指出奧斯曼帝國的卡農法反映了國家試圖應用伊斯蘭教法學，另一位學者邁克爾·溫特則指馬木留克的卡農法加強和開拓了伊斯蘭教法。另一邊廂，帖木兒的兒子沙哈魯奉行伊斯蘭化政策，據指沙哈魯宣佈廢棄成吉思汗的法例，並指他的臣民應接受伊斯蘭教法的管治。
1472年，奧斯曼帝國法學家毛拉·許斯雷夫·埃芬迪編制伊斯蘭教法，並提交給穆罕默德二世，使之與蘇丹的法規一起並行。隨著奧斯曼帝國在蘇萊曼一世的治下變得強盛，卡農法得以發展形成奧斯曼法。奧斯曼帝國的法官要執行先知的法律及指令，不得超出沙里亞法規的規範。學者伊本·阿比丁在評論當時一宗複雜案例時表示「只要卡農法不違反至高的沙里亞法規，無人可以抗拒」。卡農法改變了前朝單純支持法學家和宗教學者的做法，除了尊崇哈乃斐派，奧斯曼帝國通過主動介入改變了伊斯蘭教法的架構和行政手段，例如國家任命的穆夫提（伊斯蘭教法學者）、國家設立的宗教學者等級制度。
隨著伊斯蘭文明在16世紀衰弱及西方文明的進步，穆斯林社會的保守主義受到激發，繼而進一步削弱了伊智提哈德機制。在17世紀前，伊斯蘭教的主流都深受蘇非主義的影響，這種思想提倡穆斯林通過反覆的禮拜、苦行和冥想來建立與真主的樞紐，許多文規試圖平衡伊斯蘭教法的要求與蘇非主義追求的道乘。穆斯林學者艾哈邁德·希爾信迪提倡蘇非神秘主義要嚴守伊斯蘭教法，他的改革呼聲引領了日後席捲漢志及北非的伊斯蘭復興運動，這些運動都重新強調了伊斯蘭教法的重要性。
穆罕默德·伊本·阿卜杜勒·瓦哈卜在18世紀的阿拉伯半島倡導激進的穆斯林改革運動，他的支持者被稱為瓦哈比派。他認為穆斯林統治者應該要嚴守伊斯蘭教法，否則就不是真正的穆斯林，又主張穆斯林純粹採用《古蘭經》，並用經律主義的角度來解讀它。他相信聖行遭到人們的干預歪曲，因此應對之抱有懷疑。另外，自薩非王朝在18世紀衰亡後，什葉派出現了阿赫巴里派與烏蘇勒派之爭，最終由主張倚靠學者採用伊智提哈德的烏蘇勒派獲勝，影響日後伊朗什葉派的治國方針和法律思想。

### 現代
許多穆斯林國家在19世紀開始接觸到健全的外國法律體制，穆斯林學者關注當時解釋和應用伊斯蘭教法的方式不合時宜，他們質疑主流法學學派的權威，呼籲改革伊斯蘭教法，例如賈邁勒丁·阿富汗尼、穆罕默德·阿布都、賈邁勒丁·卡西和拉希德·里達。奧斯曼帝國開展了一系列的法律改革，學者提出他們對伊斯蘭教法的解讀和法典化進程，試圖使伊斯蘭教法可以順應被稱為坦志麥特的歐洲化改革。他們草擬了名為梅塞勒的民法，它是「首部穆斯林國家的現代宗教法法典」，把伊斯蘭教法轉變成現代國家實在法。
穆斯林世界的伊斯蘭教法在現代經歷的這種結構性轉變，顯示西方政治、經濟、軍事及學術發展的影響。哈拉格認為西方主導穆斯林世界使大部分穆斯林國家都無法再以伊斯蘭教法為基礎建立完整的法律體制，非穆斯林的歐洲人不受奧斯曼帝國的法庭管轄，而埃及在19世紀末設立法庭，採納和使用法國民法典來作出審裁，伊斯蘭教法及其法庭喪失了解決法律爭議的實際作用。傳統的宗教法律教育受到排擠，伊斯蘭教法失去了適應現代環境的機會。此外，穆斯林世界出現的威權政府在後殖民時代操控法學家，窒礙了伊斯蘭法律理論的發展。
穆斯林國家在20世紀的世俗化浪潮持續，凱末爾領導的土耳其新政府依據瑞士法律編制的法典取代了伊斯蘭教法，伊朗的禮薩汗亦隨之仿效，擴展了世俗法律。在埃及，許多公眾事務不再受伊斯蘭教法管轄，伊斯蘭教法只應用在個人層面上。此時，伊斯蘭教法以法典的形式受到規範，埃及法學家阿布德·拉扎克·桑胡里在1948年編制了一部民法，他參照了19世紀末的一些法典，並融合了遜尼派法的一些準則，敘利亞和利比亞的民法也是基於桑胡里的版本編制。奧斯曼帝國的梅塞勒亦啟發伊拉克、科威特、約旦、馬來西亞等穆斯林國家編制法典。
1970年代掀起的反西方浪潮令一些國家的立法重新採用了傳統伊斯蘭教法的某些元素，一些政府也有意修改憲法，把伊斯蘭教法列作立法的根源。在過往一段時間內，伊斯蘭教法只應用在個人生活層面上，後來演變成受到政府的立法規管，但此時卻被人引用來在公眾層面建立道德規範，這個過程被稱為「法律的再伊斯蘭化」。在受伊斯蘭武裝分子控制的地區，他們在那裡設立了實施伊斯蘭教法的法庭，並由聲稱是學者的人士出任法官。2011年阿拉伯之春的成果很快就被吞噬，埃及和突尼西亞的伊斯蘭主義者上台，廢棄世俗法，推行伊斯蘭教法。

## 內容
伊斯蘭教法涵蓋的範圍廣闊，包括個人層面上的衛生、飲食、禮拜、宗教禮儀、衣著及公眾層面上的刑事、商業、慈善、軍事、國際法及家事。如果伊斯蘭教法被納入國家法制，它或會體現在憲法上。伊斯蘭教法大抵上可分為兩個類別，分別是伊巴代和穆阿麥拉特。伊巴代相當於自然法，掌管宇宙法則，體現安拉的意志，穆斯林會在死後接受審判，判斷他們是否遵照了這些規則。穆阿麥拉特則是實在法，是人為制定的法律，掌管人類之間的關係，會根據社會的變遷隨時間改變。
伊斯蘭教法既是一種宗教法，亦是一種道德規範，伯納德·G·韋斯認為它所涵蓋的生活方式和日常生活超出現代社會一般所理解的法律。伊斯蘭教法的重點並非放在自由、民主，而是注重倫理、公義、名譽和家庭的隱私，意在為人類的最佳利益而提供全面的指導，訂立日常生活的規則和方法，以最有效和最有利的方式來滿足他們所需。

### 宗教信仰
在伊斯蘭教裡，崇拜和取悅真主是穆斯林在今生的主要目標，今生只是真主對他們的考驗，要達到穆斯林期待的永恆和諧，穆斯林必須要遵從真主在伊斯蘭教法說明的指令。因此，伊斯蘭教法包含了許多宗教信仰相關的規條，提及穆斯林與造物主之間的關係，正如埃斯波西托所述，穆斯林的法律義務包括他們要向真主恪守的宗教義務，這些義務被歸納為五功。法學家庫爾圖比亦指伊斯蘭教法包括信仰唯獨的安拉及五功。

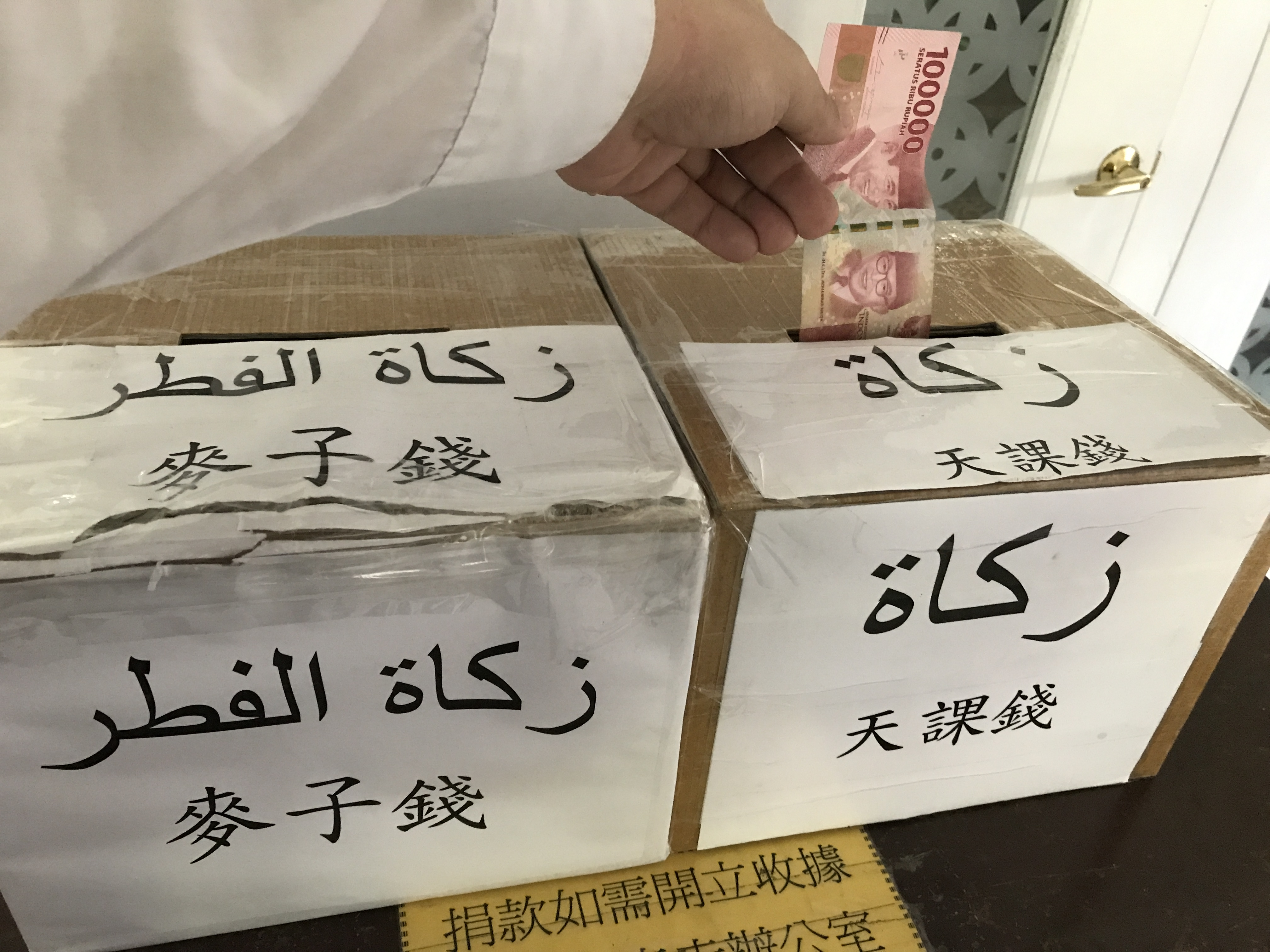
台北清真寺的天課募款箱（右）。天課是穆斯林需要恪守的五功之一。

五功分別是念、拜、課、齋、朝，佔據了伊斯蘭教法不小的篇幅。穆斯林要表明自己的信仰，念出「萬物非主，唯有真主，穆罕默德是真主的使者」。伊斯蘭教法又規定穆斯林每天要禮拜五次，並把財富的一部分捐課給貧困人士。在賴買丹月，穆斯林自日出到日落期間要齋戒，他們在一生當中亦應盡可能朝覲一次。不同教派對五功的細則有差異，例如遜尼派與什葉派穆斯林所念的清真言不一樣，除了到麥加朝覲，什葉派穆斯林也會到伊瑪目（什葉派認定的政治和宗教領導人）的聖地朝覲。
根據伊斯蘭教法，穆斯林公然在言行上放棄伊斯蘭教信仰可受懲處，包括改信其他宗教或不採信伊斯蘭教的核心信條，不尊重《古蘭經》的行為及侮辱先知亦可被視作叛教，可處以死刑。非穆斯林褻瀆伊斯蘭教亦會受到懲處。伊斯蘭教法把一種特殊地位賦予猶太人、基督徒及其他「有經者」（一神教的信徒），稱為齊米（可意譯為「受保護者」）。在穆斯林的治下，齊米受到保護，可以繼續信奉他們的宗教，但需要繳納一種叫吉茲亞的稅項。

### 政治
儘管有穆罕默德的以身作則及伊斯蘭教法的指導，伊斯蘭國家的政府架構及管治模式仍有各式各樣的體現。伊斯蘭國家沒有劃一的統治模式，歷史上出現過各種不同的形式，包括哈里發、蘇丹、伊瑪目、國王及現代的阿亞圖拉、總統、總理等。《古蘭經》沒有給政府模式作出規範，但伊斯蘭教法在國家的運作上有一些概括的原則，如提供安全保障和社會福利、確保市場公平公正及仿效穆罕默德作為先知和領導人的言行等。
從伊斯蘭教法的角度來說，伊斯蘭國家的法理來自《古蘭經》的這句經文：「信道的人們啊！你們當服從真主，應當服從使者和你們中的主事人。」即是說，國家要在管轄的領土內實施伊斯蘭教法，人們制定的法律不得有違伊斯蘭教法的精神。公民有責任服從政府，除非政府違背伊斯蘭教法，但伊斯蘭國家的政府亦需服從民意，領導班子要通過推選的形式產生。
按照穆斯林的理解，真主要求統治者更需要溫和處事及秉承公義。《古蘭經》有云：「達五德（大衛）啊！我確已任命你為大地的代治者，你當替人民秉公判決，不要順從私欲，以免私欲使你叛離真主的大道。」伊斯蘭教法的文獻經常引用這段經文來說明這是恰當、良好管治的要求。中世紀法學家馬瓦爾迪認為，良好的統治者要為人正直、有才學、機智精明及勇往直前，另一位法學家伊本·泰米葉則指能幹和正直是穆斯林領導人應有的兩個基本要素。不過，近代法學家阿卜杜·瓦哈卜·哈拉夫表示，以他所理解的伊斯蘭教法，伊斯蘭政府是憲制政府，它的管治並非倚仗個人魅力。

### 刑事
為了保障和維護人類的個人和共同利益，伊斯蘭教法的刑事法律伴隨罰則，懲治違背伊斯蘭教法律的犯人。阿卜杜·卡迪爾·奧達撰寫的《伊斯蘭刑事法制》是當今常用的教材，他在當中提到這些懲罰的目的是「教化和保護人民，使他們免於墮落和戒絕愚行；糾正他們的錯誤，制止犯罪，並鼓勵他們守紀」。與其他法制傾向以犯罪性質來劃分刑事法的做法不同，傳統伊斯蘭教法是根據刑罰的性質和根源來劃分。伊斯蘭教法的刑事罪行被分成三類。第一類是《古蘭經》和聖行裡有既定刑罰的罪行（侯杜德）。第二類是對人身的侵害，受害人可向凶手復仇或索償。第三類是《古蘭經》和聖行沒有既定刑罰的罪行，要酌情衡量。

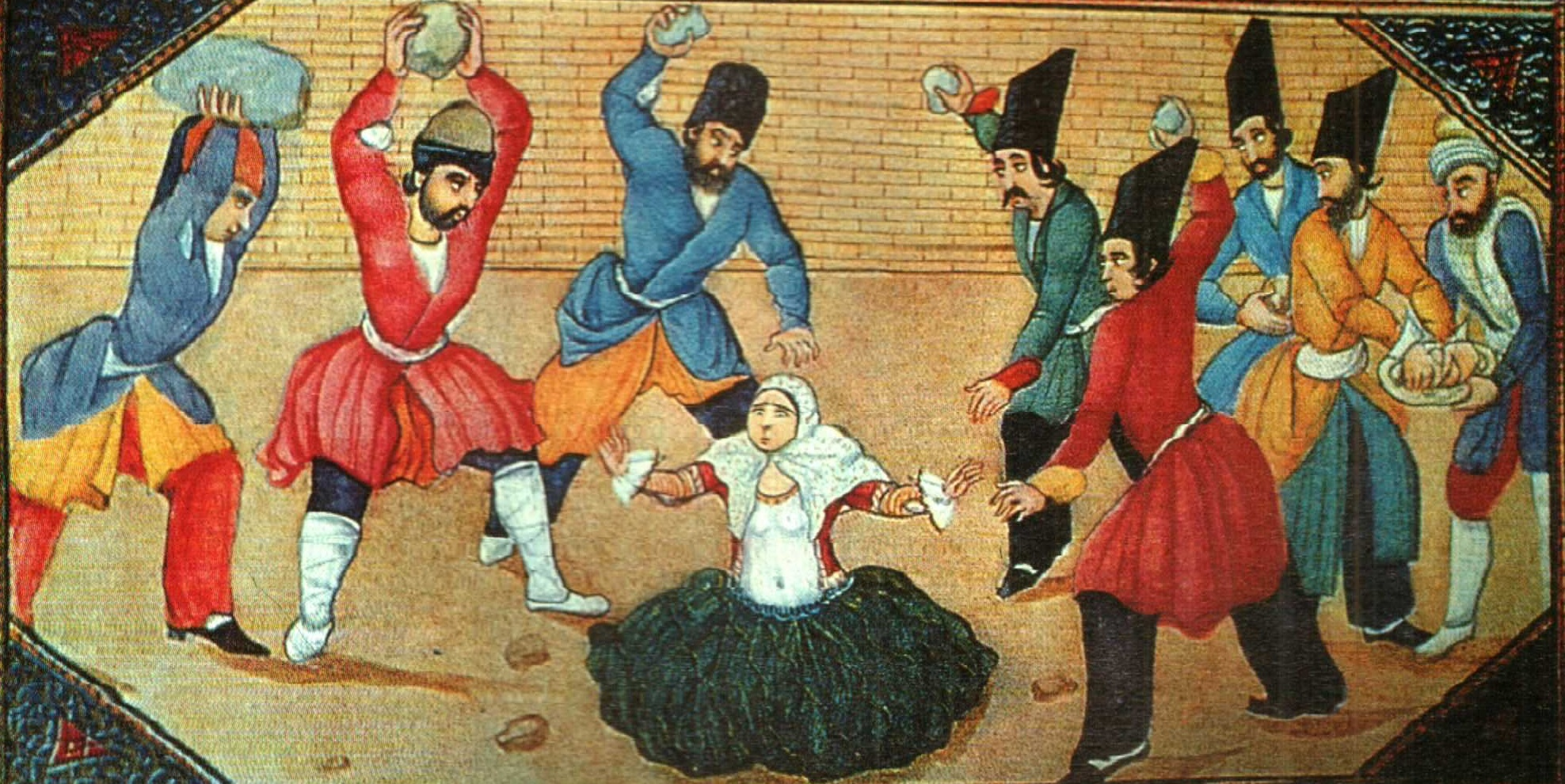
通姦在伊斯蘭教法裡屬於具有既定刑罰的刑事罪行，可處以石刑。

侯杜德的既定刑罰多數源自《古蘭經》和聖行，盜竊、攔路搶劫、喝酒、非法性行為、誣告非法性行為及叛教都屬於此類罪行。由於這些罪行都被視為是反真主和威脅穆斯林社群的道德觀，針對這些罪行的既定刑罰都十分嚴苛，包括砍手、死刑、鞭刑、石刑。侯杜德的定罪需要嚴格遵守相當於歐陸法系的合法性原則，能用於定罪的證據被施加了許多的限制，使一些罪行極難定罪。
謀殺、非預謀殺人、過失殺人、襲擊、毆打、殘害等針對人身的犯罪和過失都可通過復仇或索償的形式處理，在伊斯蘭教法裡分別被稱為基沙斯和迪葉。受害人及其家屬有權放棄向凶手復仇，在這種情況下，凶手需向受害人及其家屬支付血鍰，相當於西方司法體制裡的賠償。基沙斯只適用於故意殺人和故意傷人的案例，但不同的法學學派對於基沙斯和迪葉在不同案例上的應用都有差異。
塔濟爾在阿拉伯語裡解作「自行裁決」，一些未能歸類作侯杜德或基沙斯而又破壞伊斯蘭社會的罪行會由法官裁定刑罰。當犯罪證據確鑿但卻未滿足侯杜德或基沙斯的定罪要求時，可由法官自行裁定刑罰。另外，一些行為在伊斯蘭教法裡是明確禁止，但卻沒有說明罰則，例如放高利貸和賭博，法官可以自行量刑。其他抵觸伊斯蘭教律例的行為亦可按照這種方式處理。法官和當權者可根據一系列的準則來決定施加各種刑罰，準則包括犯罪者和受害者的身份。

### 經濟
伊斯蘭教法的指導無疑是伊斯蘭經濟思想的忠旨，透過《古蘭經》的教義，這些思想涵蓋飲食、衣著、財物的應用、商品貿易等範疇。《古蘭經》裡所有與經濟相關的經文都與建立社會公義有關，並強調經濟上的公平公正是社會公義的基石，教導穆斯林在享用財富的同時要符合伊斯蘭教的道德價值。賽義德·庫特布、阿布·阿拉·毛杜迪等學者認為，伊斯蘭社會的問題是殖民主義和資本主義的外來經濟概念導致，他們提倡依從伊斯蘭教法的原則重新奉行伊斯蘭教的經貿理論發展經濟。
伊斯蘭教法禁止利息剝削和過度投機。根據《古蘭經》的多段經文，伊斯蘭教法的原則是禁止「不公的財富增值」和無益的財政收益，利息就是「不公的財富增值」，無故侵佔他人的財產，故予以禁止。貸方和借方都不能在任何交易裡收取或擬定利息，所以伊斯蘭金融是一種無息的金融體制。另外，聖訓裡給予例子來說明了過度投機，即以「飛在天空中的鳥」、「游在水中的魚」、「還未出生的小牛」來做買賣，在這些例子裡，交易商品都存在不確定性。不說明價格的販售亦不獲允許，例如「市價」出售，賣方亦要允許買家檢驗商品。
為了規避利息和投機而同時追求同樣的經濟回報，利潤分享協議和成本加成銷售成為符合伊斯蘭教法的商業操作。利潤分享協議是指由投資者提供資金，另一方則運用其技術和經驗來營運項目的合作商業模式，儘管這種合作模式早在伊斯蘭教出現之前已存在，而《古蘭經》和聖訓皆沒有加以說明，但法學家卻認為這是符合伊斯蘭教法。成本加成銷售是指銀行購買資產並加價轉售，取代由銀行借貸予客戶購置資產，伊斯蘭教法任何法學學派都不質疑這種銷售方式的合法性。

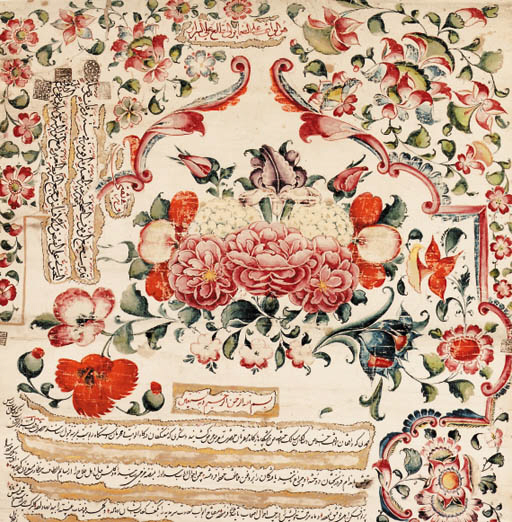
波斯卡扎爾王朝時期一份捐獻財產的瓦合甫文件

由於伊斯蘭教法沒有法人的概念，伊斯蘭教的瓦合甫較接近英國的信託。瓦合甫可以是為了社群的慈善事業而建立，也可以是給家族後人而安排。任何精神健全、身份自由的人都可以建立瓦合甫，創辧人可自由設定瓦合甫的條款，但設立瓦合甫的目的不可違背伊斯蘭教法。一旦設立了瓦合甫便不得廢除，轉移到瓦合甫名下的資產必須是創辧人所控制及所能轉移。

### 家事
伊斯蘭教的家事法涉及結婚、離婚、兒童的監護權等家庭關係，又會稱為個人身份法。這一部分的伊斯蘭教法倖免於殖民主義和世俗化的影響，得以在許多伊斯蘭國家實施，成為了宗教象徵。伊斯蘭教家事法建基於男性對女性的監護，在諸多方面上，男女的法律地位不對等。儘管如此，伊斯蘭教法仍賦予婦女權利，改變了阿拉伯部落殺害女嬰和兒子繼承父親妻妾的做法。宗教經文不可變更，但現代穆斯林世界的家事法改革嘗試在恪守的同時淡化婚姻機制裡賦予男性的權力。
根據傳統的伊斯蘭教法律定義，婚姻是民事合同，但婚約受到宗教法的管轄，使之賦有神聖不可侵犯的特質。提婚、女方的應允及聘禮的交付都是婚約的必要構成部分，合法的婚約必須要在至少兩名見證人在場的情況下簽署。伊斯蘭教法允許多配偶制的婚姻，一名男子最多可同時有四位妻子。傳統上，只有丈夫可以單方面無條件提出離婚，他需要三次提出離婚的宣言，妻子的離婚權十分有限。在離異和喪偶後，婦女要度過一段待婚期後才能再婚。
伊斯蘭教法在兒童監護上的規定建基於歷史上宗教的解釋，以兒童的最佳利益為依歸。父親被認定是兒女的法定監護人，如父親無力履行監護權，則由孩子的男性父系親屬代理，如無男性父系親屬，則由國家領導人或法官等代表來履行監護權。母親可實際上監護孩子，但除非獲監護人或法庭頒授，她們沒有法定的監護權。伊斯蘭教法禁止建立親子關係的收養，《古蘭經》及聖訓皆不承認親生父母以外的人可以成為孩子的父母，但推崇代為照顧兒童的寄養。
根據伊斯蘭教法，在一個人逝世後，他的遺產可以分為兩個部分，一部分是死者的餽贈，按照死者的遺願贈予某位受益人，這個部分不多於遺產的三分之一。餘下的三分之二則需要按法定要求分配給伴侶和親屬。無遺囑的遺產繼承有嚴格的規定，涉及精細和複雜的計算，女性親屬所獲得的遺產份額是對應男性親屬的一半。異教徒不能繼承穆斯林的遺產，反之亦然，奴隸沒有主人的遺產繼承權。

### 其他

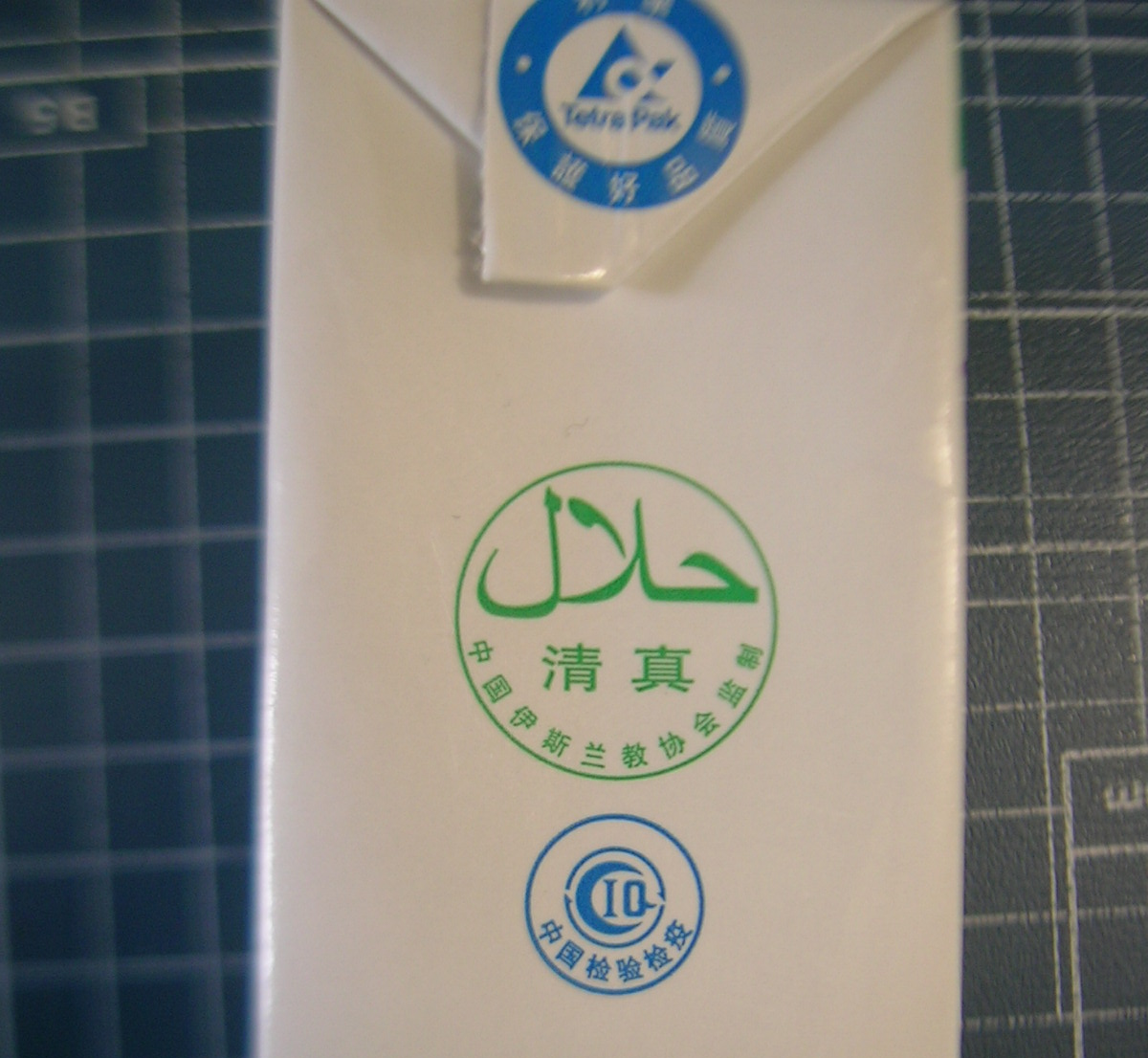
打上清真標記的牛奶制品

伊斯蘭飲食法把食物區分為清真及哈拉姆兩類，清真是指合法食用，哈拉姆則指禁止食用。禁止食用的食物包括豬肉、血、酒、腐肉及沒有遵照伊斯蘭律例屠宰的肉類。動物必須由精神健全的成年穆斯林以利刀割喉迅速屠宰，屠夫須唸誦真主之名。《古蘭經》又教導穆斯林不要浪費食物，又允許穆斯林與猶太人、基督教等有經者分享清真食物，但法學家認為穆斯林不得食用明顯是異端信徒、叛教者、偶像崇拜者、無神論者的食物。
先知穆罕默德以身作則的言行舉止和禮儀得以傳承，它們成為伊斯蘭教法的一部分，在道德禮教方面作出了指導。穆斯林需要遵守這些禮儀，以銘記自身對真主的信仰及務求行事端正，例如在每天起床、睡覺時應唸誦真主，進食時亦應讚頌真主。當別人向你打招呼的時候，你必須要以至少同等有禮的舉止回應。穆斯林男女的衣著應當得體，見面時避免不雅的目光凝視。為求奉行妥善的禮拜，穆斯林需要保持個人衛生，例如如廁後洗手、剪指甲、擦牙、剪頭髮、剃鬚等。
伊斯蘭國際法根據伊斯蘭教的法律原則管理國家的行為，包括履行條約的義務、海事航行、外國使節的保護，亦涵蓋穆斯林與非穆斯林在戰時及和平時期的關係。伊斯蘭教法不允許通過發動聖戰來強迫他人改信伊斯蘭教，但一般都認為捍衛伊斯蘭教是動武的正當理由。穆斯林在戰爭當中的行為受到限制，例如避免殺害沒有敵意的婦孺。戰俘應受到善待，並在戰爭結束後予以釋放或接受對方的贖回。另外，伊斯蘭教法亦有具體的規定管理軍隊繳獲的戰利品。

## 法學

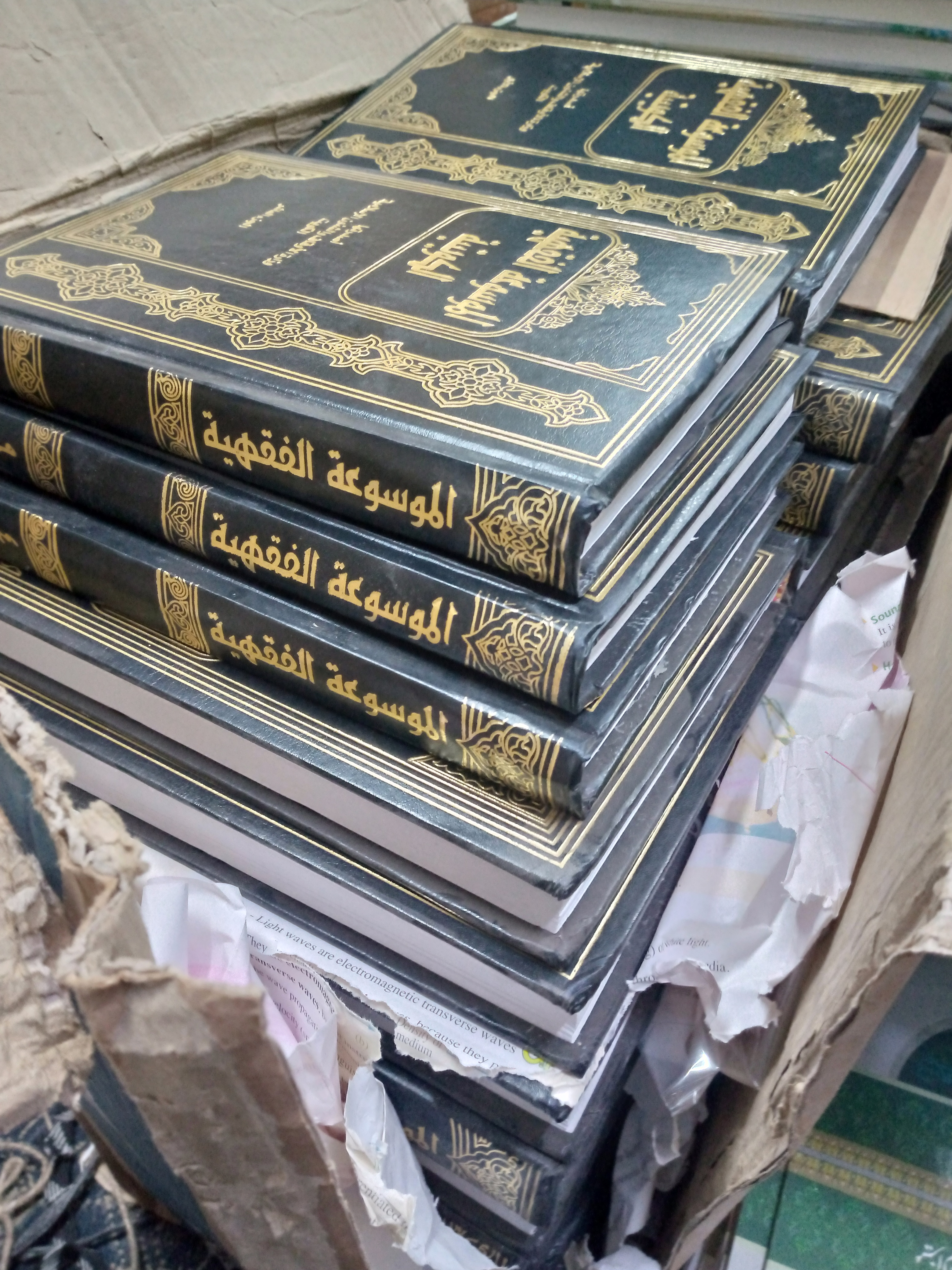
科威特宗教基金與伊斯蘭事務部發行的《伊斯蘭法學百科全書》

伊斯蘭教法學是全面理解伊斯蘭教法的一門學問，由伊斯蘭教學者運用獨特的論證手法從而形成這些法律結晶。法學透過解讀宗教經文而成為伊斯蘭教法的骨幹，可以用於解決穆斯林在宗教崇拜及社會上面對的問題。《古蘭經》和聖訓的敘述都具象徵和比喻性質，因此法學家發展出用作解讀這些語言的法則進一步解讀這些內容。法學可視作是人類的詮釋，嘗試引導穆斯林邁向伊斯蘭教法的「正確教義和正確生活方式」。
通過法學手段推導而生效的法律是實際管理人事的實體法，並非可以絕對正確無誤地傳達真主的旨意，但假定它代表了人類極盡所能理解的真主之法，即真主在《古蘭經》所言和先知的示例。相對於實體法，更廣義上的沙里亞法規是穆斯林心目中的理想律法。許多學者、法學家都會把伊斯蘭教法學與伊斯蘭教法、沙里亞法規混用，但都不否認法學是伊斯蘭教法的一部分。

### 法律的推論
論證手段可以檢驗經文的真確性和確立經文文意，亦可決議這些經文的應用場合。通過論證手段，任何法律見解都可以在不同的時空場景下發展、演變和適應，這是伊斯蘭教法學在形成初期便得以確立的基礎原則。傳統意見認為解讀法律的權力在法學家的手上，但法學家並不是創造新的法律，他們只是採用一套辧法來使他們可以按照《古蘭經》、聖行和其他的法源衍生法律。10世紀前的遜尼派法學家大抵上皆同意《古蘭經》和聖訓是法律的主要來源，亦認可通過類比推理的手段從現有的法則推導出新的法則。什葉派的法學則更強調純粹採用邏輯來審視法源和構建新法。
由於只有少數《古蘭經》的經文和聖訓有清晰和具體的規則，其他部分都需要法學家推論，盡量推測法律在具體案例裡的含意，這個過程被稱為伊智提哈德，因此絕大部分的伊斯蘭教法都是伊智提哈德的產物。伊智提哈德的推論方法包括伊制瑪爾（共識）、格雅斯（類比推理）、伊斯提哈桑（優選）、伊斯提斯拉赫（考慮公眾利益）、歐爾夫（慣例）等。這些原理的應用方針確保法學家推論伊斯蘭教法時能採用正確的做法。
學者穆罕默德·哈希姆·卡邁利指出伊智提哈德是伊斯蘭教法除了《古蘭經》和聖行之外最重要的根源。在先知逝世後，伊智提哈德是解讀真主訊息的主要工具，回應瞬息萬變的穆斯林社群在公義、救贖和真理方面的訴求。埃及最高憲法法院亦提到伊智提哈德的推論方式可「確保伊斯蘭教法的靈活應用和張力」，使「人們的福祉受到伊斯蘭教法的保障」。伊斯蘭教法為求捍衛宗教信仰、生命、真理、榮譽和財產，通過伊智提哈德衍生的實體法則有助於達到這些目的。

### 法學學派
在阿拔斯王朝統治時期，隨著有識之士越來越多，專職解讀伊斯蘭教的學者擁有伊智提哈德的特權，他們深入研究了倭馬亞王朝時期的伊斯蘭教法學，伊斯蘭教法和法學的概念開始成形。不同的地方習俗和法律原則的分野逐漸導致法學學派的形成，現存的五個主流學派分別是哈乃斐派、馬立克派、沙斐儀派、罕百里派及賈法里派。這些學派的大部分法律見解都一致，分歧在於他們在其他部分採用了不同的方法來解讀經文。
這些學派各自採用不同的法律學說解讀伊斯蘭教法，但又互相包容彼此的存在，反映早期的伊斯蘭教在法律思想上具有獨特的自由。儘管這種法律多元主義相當普遍，但在一些地區，某個學派顯然更受歡迎，甚至得到統治者的支持，例如馬立克派在安達盧斯盛行，哈乃斐派則是奧斯曼帝國承認的官方學派。伊斯蘭教法並沒有國際私法和法律規避的說法，穆斯林可以按需選擇法學學派，因此即使是因應形勢而由某個學派轉投另一個學派也是可行的。

## 法制
英美法系的法律制度在本質上是世俗，但伊斯蘭教法卻是建基於宗教。正如學者賈邁勒·穆爾西·巴德爾所說，伊斯蘭教的法律制度是「隨著7世紀伊斯蘭教在阿拉伯半島和美索不達米亞誕生而成」。社會學家史蒂文·瓦戈指出，與建基於司法裁決、先例和立法的其他法律制度不同，伊斯蘭教法源自四個主要來源，包括《古蘭經》和真主給先知的啟示。與西方法律制度不同，伊斯蘭教法並非經過實踐而得的產物，也不是跟隨社會的步伐發展。伊斯蘭教法強調由法律本身去塑造社會，而不是相反。庫爾森解釋，在伊斯蘭教的概念裡，「法律走在前面塑造社會，它的指示是絕對正確，國家和社會都必須竭力配合」。
由於伊斯蘭教法是一個全面、相互緊連的法制，它的同一套法律標準都應用在各個層面上，因此伊斯蘭教法不接受在不同範疇之上採用不同的標準，所以並不會發展出像國際法這類專用的法律分支，而是引用伊斯蘭教法當中合同、慣例的概念來看待國際條約和國際慣例。不過，伊斯蘭教的法制容許法律學者提供不同的見解，並在每個案例裡把這些見解和當地的習俗都納入考慮。

### 國家與法制
法學家拉薩·奧本海認為主權是國家的四大構成要素之一，但在伊斯蘭教的概念裡，主權是屬於真主，國家並沒有主權，國家機關並沒有至高無上的權力。伊斯蘭國家的所有法律都是由人民代表依《古蘭經》的基礎訂立，人民的立法權有限，不得有違《古蘭經》的明確訓示。因此，據伊斯蘭學者阿布·阿拉·毛杜迪所說，伊斯蘭國家是「發掘法律，而不是立法」。伊斯蘭教法制的神授立法權是透過人類對《古蘭經》和聖行一些法律示例的理解而獲得，例如《伊朗伊斯蘭共和國憲法》第56條稱「真主支配世界及人民，祂並賜予人民對社會命運的主宰權，任何人都不能剝奪真主賜予人類的這項權利，或使之附屬於某一個人或團體的利益之下。人民依照次列條文規定的方式來行使這項神賜的權利」。

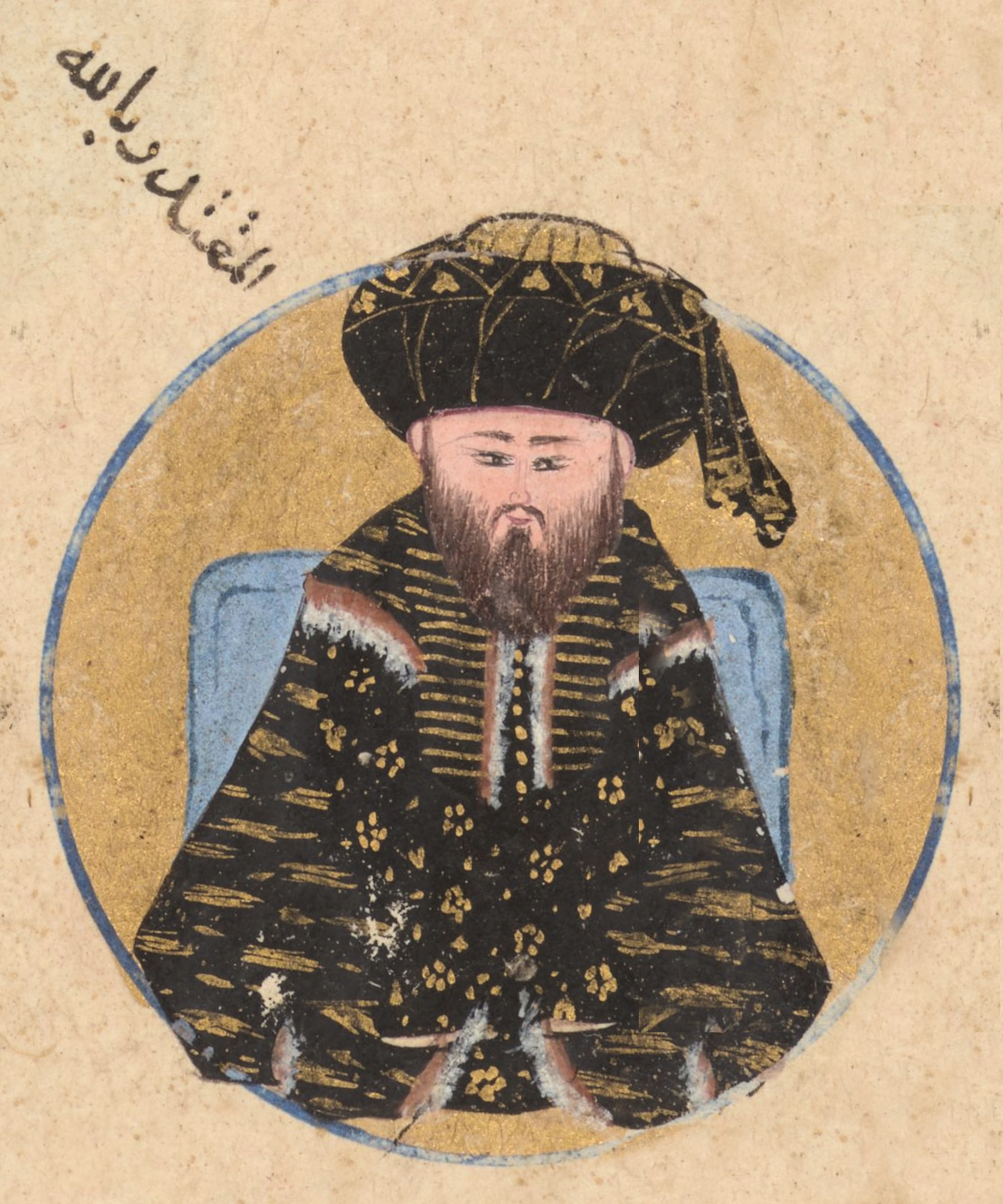
阿拔斯王朝哈里發穆克塔迪爾一世的圖像。哈里發只有行使法律的權力。

在先知及四大哈里發時期，立法職能由先知、他的同夥及有識之士承擔，先知集行政與立法權於一身，哈里發則根據《古蘭經》、聖行的教導和自己的判斷力來處理世俗事務，他們亦會經常與有學識的同伙探討經文沒有訓示的問題。隨著法學的發展，立法功能變成由法學家履行，他們不是由統治者選任，而是備受社會肯定他們具備能解決問題的法律知識。哈里發、統治者和政治領導人只有法律的行使權，但他們仍可以在不牽涉伊斯蘭教法的情況下引入行政法規。泰米葉指出，只要有關事宜沒有經文規定，統治者可因應公眾利益而下達指令，這些指令不得違反伊斯蘭教法。這種被稱為希亞沙沙里亞的政法管治模式與法學並立為立法的方式。他又表示，法學家會指出這些政令有否違反伊斯蘭教法，因此法學家在伊斯蘭教法制裡有獨特的地位。
近代有穆斯林倡導伊斯蘭憲政主義，強調國家要受法律規限，市民可積極參與立法，法律對統治者和平民都要一視同仁，但同時具有伊斯蘭特徵，國家有落實伊斯蘭教法的義務，並採用伊斯蘭教法的概念。可是，伊斯蘭教法並沒有西方那種權力分立的概念，法學家阿茜法·庫雷希表示，「與現代民主政體的行政、司法、立法關係不同，傳統穆斯林講究的權力平衡不是指政府機構之間，而是指整個政府體系與民間的法律學術界」，另一位法學家諾亞·費爾德曼解釋稱負責解釋真主之言的學者可以「強而有力地制衡統治者」，但一些伊斯蘭國家的憲法仍可找到西方那種權力分立的影子。

### 執法
與西方法律體制一樣，伊斯蘭教法把執法權留給國家機關。國家領導人可以建立司法制度，並任由法官執行具體的運作，即法官可行使自由裁決權。另一方面，國家領導人亦可以編制法典來限制司法人員的自主決定，指示他們要依例行事。法學家阿布·優素福提到，國家領導人的主要職責是行使先知穆罕穆德所獲的真主之法，「按照神聖的法度儆惡懲奸，果斷、清晰地對該當之人執行該做之事」。除了國家領導人，伊斯蘭教法認可的執法機關和人員還有三類，他們分別是被稱為卡迪的法官、警察和軍官以及市場督察。
卡迪是執政的統治者委任的司法人員，有權作出法律裁決並予以執行。理論上，卡迪不受政府干預，但需倚仗統治者的權力來執行法律決定，統治者在傳統上的角色僅限於委任和解任法官，以及執行法官的判決。學者伯納德·劉易斯及邦特齊·愛麗絲·丘吉爾表示，「為求使判決可以得到執行，卡迪必須忽視國家權力」。法官的司法管轄權取決於他的本籍，除非慣例使然或授權人在委任文書上設下限制，否則法官在民事和刑事案件下有無限的審判權。

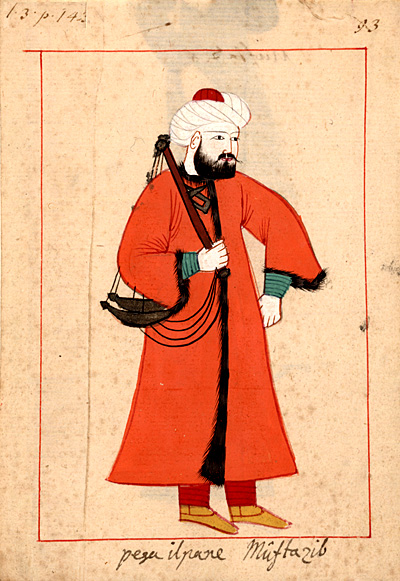
圖示穆哈台斯布正在量重糧食。

舒爾塔是負責維持治安的警察組織，由於伊斯蘭教法不設檢察官，舒爾塔的司法權力甚大。他們有權調查在伊斯蘭教法裡有定制懲罰的罪行，並施以體罰，亦可施加以眼還眼的基沙斯刑罰。除此之外，舒爾塔可根據希亞沙沙里亞的原則譴責違法行為。舒爾塔不受程序規限，使他們可以立即防止違法行為。庫爾森指出，舒爾塔或許是「把不同的權限集於一身的最佳例子」，調查罪行、逮捕和審訊、懲治罪犯都是他們的職能。
穆哈台斯布是伊斯蘭國家負責監管貿易的官員，職責是確保公共商業活動符合伊斯蘭教法。傳統上，穆哈台斯布由哈里發委任，監管市場的運作，例如管理度量、貨幣、價格，亦監督學校、機構和師生，查察公眾浴場、公共安全事務和交通，手藝和建築工人的工作質量亦需接受他的審視。穆哈台斯布有自主揭發和譴責失當行為的權力，並修正有違慣例的市場行為和現象，例如不尋常的物價異動。根據泰米葉所述，穆哈台斯布隱惡揚善的司法職權填補其他人所不能涵蓋的地方，不與法官或其他司法人員重疊。

### 訴訟
一人可向另一人聲索他的權利，並把案件帶到伊斯蘭教法庭上處理。根據伊斯蘭教法，任何精神健全的人可就四類案件提出訴訟，包括由受害人或受害人的親屬提出，要求處以刑事懲處、報復或賠償。申索方或原告可以代表某類的持份者或群體提出集體訴訟。如果涉及公眾利益，卡迪和穆哈台斯布在某程度上充當現代法制當中公訴人的角色興訴。傳統上，伊斯蘭教法處理刑事訴訟的過程十分簡單，不設陪審團和檢察官，由法官調查、審理案件，並作出判決。
伊斯蘭教法當中有不少法學規例和原則論述司法程序，但並沒有詳述其中的細節，因此它的司法程序是早期的穆斯林法學家構建，以便實現伊斯蘭教法當中所說的司法。在訴訟開始之前，法官會先配對原告和被告的角色，這是法官根據案件現況的評估而定。對現狀提出反對的興訴一方就是原告，有舉證責任。奧斯曼帝國留下了大量當時伊斯蘭教法庭的紀錄，包括只處理民事訴訟的敘利亞薩利希耶堡法庭。根據這些記載，原告先要提出他的申訴，然後詢問被告是否認同。如果被告認同，那麼法官就會立即判決。如被告不認同，原告就必須提供證據支持他的申訴。若原告未能做到，法庭會要求被告宣誓堅拒原告的申訴，在被告願意以《古蘭經》宣誓的情況下，法官的裁決會偏向有利他，反之則偏向原告。
除了實質證據，證人的證供及疑犯的自供亦可用作證明刑事罪行，但伊斯蘭教法對這種證供的使用設限。要成為證人必須要符合一些條件，證人必須是目擊證人，不能只提供道聽途說的證言，他們要有誠實正直的人格，在目擊案件和作證時的心智正常。法學家伊本·魯世德提到，裁決可基於四項要素而作出，分別是證言、宣誓、宣誓的拒絕及自供，亦可混合應用這些要素。根據奧斯曼帝國的庭審，口供是最重要的證據，實質證據遠遠沒有那麼重要，反映穆斯林的法律規程在某程度上借鑑了羅馬的做法，修辭手法可左右法庭的意見。

## 現況
在接近50個以穆斯林為主的國家裡，大部分都有伊斯蘭教法相關的法律，但各地政府的演繹和應用都各有不同。埃斯波西托等學者在2018年稱，諸如沙特阿拉伯、伊朗等國家確立了伊斯蘭教法的主導地位，所有法律都必須與之相容，而另外35個國家則把伊斯蘭教法融進民法、普通法或習慣法，所以大部分穆斯林國家的法律結合了伊斯蘭教法和從西方引入的憲法和法規。
在蘇聯統治時期，中亞國家的伊斯蘭教法遭到廢除，但是這些前蘇聯加盟共和國在1991年獨立後沒有恢復伊斯蘭教法。阿富汗是唯一一個在區內以伊斯蘭教法為基礎建立法律體系的國家，統治阿富汗的塔利班創建於1994年，領導人皆在伊斯蘭學校接受教育。自2021年重新掌權後，據稱最高領導人海巴圖拉·阿洪扎達指示全國法官「嚴格執行伊斯蘭教法」。在土耳其，凱末爾主義者實施了世俗化改革，剝奪了伊斯蘭教法的重要地位，致其遭到廢棄。

### 全面落實伊斯蘭教法的國家
只有沙特阿拉伯及伊朗全面認可伊斯蘭教法，蘇丹過渡政府已在2020年與叛軍達成了協議，廢除了伊斯蘭教法。統治阿富汗的塔利班則命令法官全面落實伊斯蘭教法，儘管塔利班據指在2021年曾經表示復行1964年憲法，該憲法訂明只要不違反伊斯蘭教的基本教義，國家法律的主要立法途徑是透過國家立法機關立法，但塔利班並沒有切實執行。
沙特阿拉伯長久以來一直也沒有一部成文的憲法，國王法赫德在1992年頒佈《沙特阿拉伯基本法》。儘管形式類似憲法，但基本法本身並不同意這個定位，強調《古蘭經》和聖行才是沙特阿拉伯實際的憲法。《沙特阿拉伯基本法》的條文強調了伊斯蘭教在立法和司法裁決上的重要角色，當中列明的人權「根據伊斯蘭教法」受到保障。沃格爾稱「沙特阿拉伯具有當今世界上最傳統的伊斯蘭法律系統……接受過傳統教育的法官掌握司法管轄權，他們唯獨採用伊斯蘭教法」。

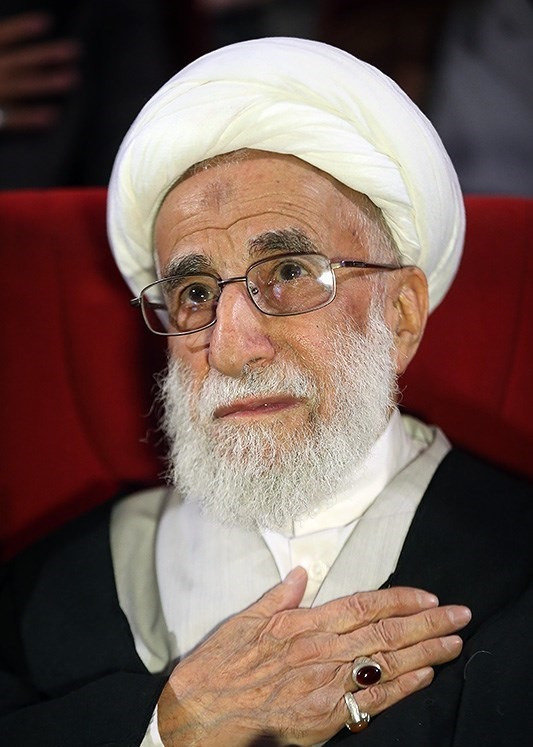
伊朗憲法監護委員會主席艾哈邁德·賈納提

伊朗是穆斯林世界唯一一個由教士直接管治的國家，奉行「教法學家的監護」，任何立法和議案都必須符合伊斯蘭教教義，憲法監護委員會可以否決有違憲法和伊斯蘭教教義的議案。1979年建立的伊朗伊斯蘭共和國主張必須成立伊斯蘭政府來執行伊斯蘭教法，使人們的公眾和私人日常生活受到什葉派法學的規範，因此《伊朗伊斯蘭共和國憲法》第四條列明所有民事、刑事、金融、經濟、行政、文化、軍事、政治等法規都必須符合伊斯蘭教的準則，第12條則列明國家的官方法學學派是什葉派的賈法里派，但不妨礙其他學派的自由。
塔利班在重新掌權後奉行哈乃斐派的伊斯蘭教法，用以解決法律糾紛及懲治他們認為應罰之人。他們主張各方各面的日常生活要接受伊斯蘭教的指導，並認為人創之法無法與伊斯蘭教法比擬。他們恢復了傳統的刑法，包括公開處決和鞭刑，又對婦女頒佈了新的衣著法令，必須遮蓋除了眼睛之外的面部。

### 部分範疇或地區實施伊斯蘭教法的穆斯林國家
在許多伊斯蘭國家，伊斯蘭教法的地位並不顯著，它只是實體法的一部分，並不是立法的主要途徑。伊斯蘭教法在許多國家裡的應用範圍有限，僅涉及屬人法。在某些穆斯林國家，它們的憲法和法律大體上都是世俗，僅在某些地區或省份的家事法應用伊斯蘭教法。在世俗國家生活的穆斯林可以選擇把法律事宜帶到伊斯蘭法庭解決，這些伊斯蘭法庭的管轄範疇在各國有所差異，但通常包括結婚、離婚、遺產繼承及監護權。
在大部分穆斯林國家，只有家庭法、繼承法繼續由伊斯蘭教法掌管，商業、刑事、憲法等領域皆被歐洲法律取締，如埃及、敘利亞、阿聯酋、伊拉克、塞拉利昂、厄立特里亚、黎巴嫩等。受到殖民主義的影響，伊斯蘭教的家事法融入殖民政府的法律體制裡，變成由當地法庭處理穆斯林訴訟的習慣法，但並沒有像其他領域那樣被英國、法國的法律取代。在埃及、摩洛哥和突尼西亞等國家，伊斯蘭教家事法經國家立法機關立法成為全國法律，但在巴林和黎巴嫩，這些法律由當地的穆斯林社群自治。
巴基斯坦、卡塔爾、也門、毛里塔尼亞、汶萊在刑法上應用伊斯蘭教法，但同時兼具世俗法律。也門、卡塔爾在法律上可對罪犯處以斬首，基沙斯及迪葉的刑罰被寫進巴基斯坦的刑法裡。在毛里塔尼亞，干犯非法性行為可被處以石刑。汶萊亦在2019年開始全面實行伊斯蘭教刑法，包括偷竊可遭砍掉上肢、通姦可處以石刑。不過，這些國家的伊斯蘭教法或多或少受到西方化和現代化的影響，例如也門把刑法編修成典、卡塔爾有成文法。像石刑、處決這種嚴重的刑罰已甚少予以執行，或改用較溫和的刑罰，例如監禁。
一些伊斯蘭教法適用於國內的一些地區，例如亞齊省是印尼唯一一個實施伊斯蘭教刑法的省份。在尼日利亞北部，伊斯蘭教法的角色比南部顯著得多，索科托州、扎姆法拉州、卡齊納州、卡諾州、吉加瓦州、約貝州、博爾諾州、卡杜納州、尼日爾州及凱比州都應用伊斯蘭教法。

### 其他國家
雖然阿塞拜疆、布基納法索、乍得、岡比亞、畿內亞、幾內亞比索、哈薩克、科索沃、吉爾吉斯、馬里、塞內加爾、塔吉克斯坦、土耳其及土庫曼都是穆斯林人口為主國家，但憲法都明確表明它們是世俗國家。阿塞拜疆和科索沃都禁止女生在學校穿戴頭巾。在哈薩克和吉爾吉斯，雖然一夫多妻制暗地裡仍存，但在明面上是非法的。布基納法索、乍得、岡比亞、塞內爾、土耳其、塔吉克等國都沒有立法限制穆斯林在宗教節日的行為，如在齋戒月破戒。

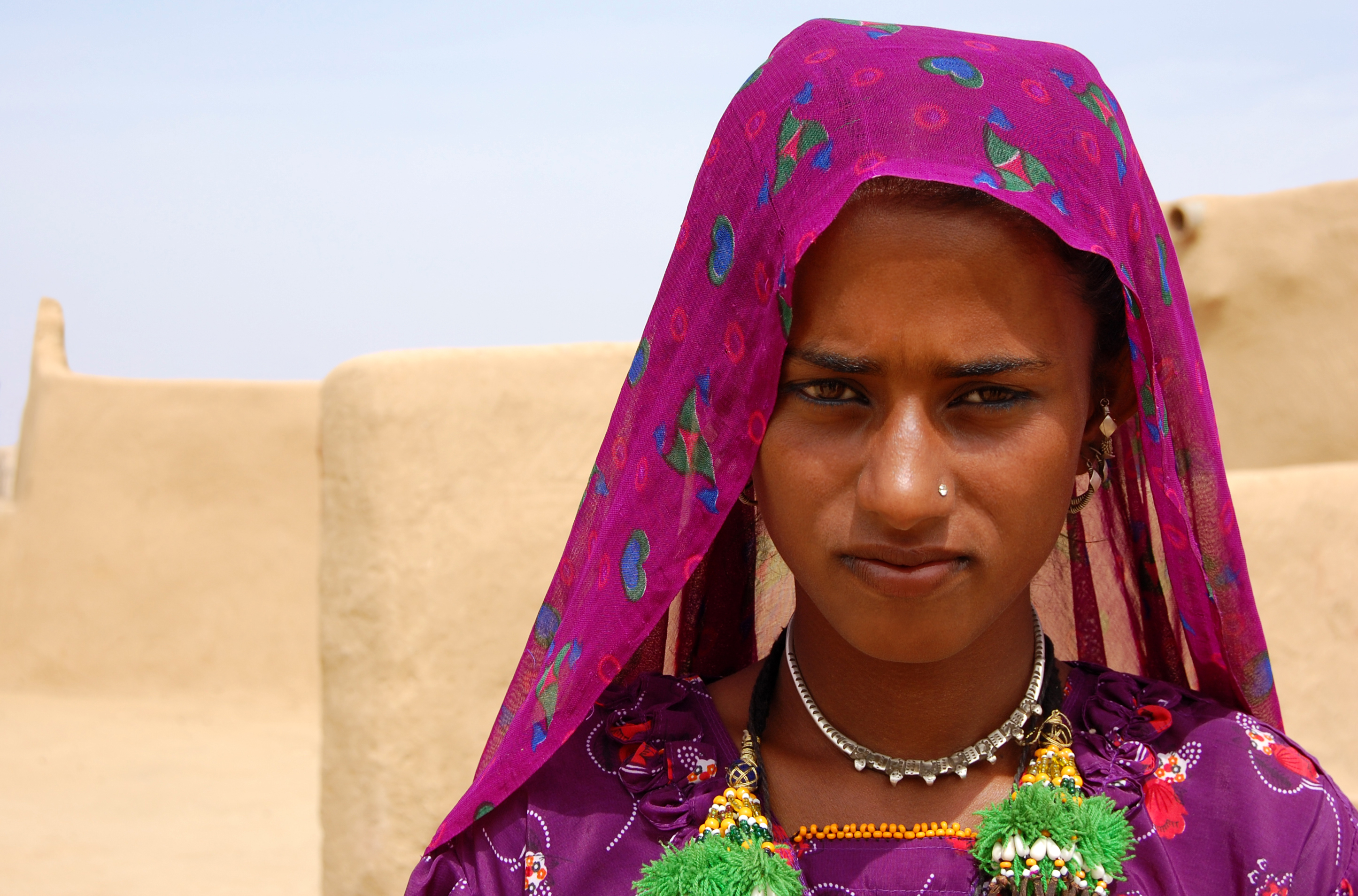
印度的一位穆斯林女子

肯尼亞、泰國、菲律賓等穆斯林佔少數的世俗國家設有伊斯蘭法庭，那裡的法官可以應用伊斯蘭教的個人身份法處理穆斯林的事宜。泰國南部的四個地方法院可採用伊斯蘭教家事法及繼承法，菲律賓則引進了穆斯林個人法。在印度，穆斯林個人法的實施情況不一，果阿邦的穆斯林受葡萄牙及印度的法律規管，而在本地治里，一部分穆斯林接受法國民事法的管轄，而另一部分則歸伊斯蘭教法處理，查謨和克什米爾當地的習慣法可凌駕伊斯蘭教法。
居住在希臘色雷斯的穆斯林可選擇採用希臘民法或伊斯蘭教法來處理家庭和繼承相關的法律問題，自成一類地把伊斯蘭教法融入希臘民法的做法是以《洛桑條約》第42條為依據。在一些歐洲國家的法制裡，伊斯蘭教法的術語被納入婚約裡，特別是穆斯林婚姻裡需要支付給新娘的麥亥爾（彩禮），英國、荷蘭、法國和德國的法庭都接納麥亥爾作為婚約裡的法律術詞。
儘管在涉及外國公民時，國際私法可能會牽涉伊斯蘭教法的應用，但法國、德國會援引公序良俗的原則保留自主權，決定是否及如何應用伊斯蘭教法，例如德國承認穆斯林的一夫多妻制，但低於德國女性法定婚姻年齡的婚姻則會被認為有違公序良俗，亦不接受穆斯林男子以塔拉克的方式離婚。西班牙曾經受穆斯林統治，而且有數量龐大的北非移民，使穆斯林婚姻越來越普遍，但受《西班牙憲法》所限，伊斯蘭教婚姻與親子法律當中有違西班牙法制的部分不能生效。

## 争議
伊斯蘭教法是穆斯林與非穆斯林的爭論議題，經常被用來與世俗國家的現代法律體系比較。有現代的觀點認為，伊斯蘭教法無法與20世紀初自由市場資本主義和國有社會主義的現代化進程兼容。在1930年代出任伊朗司法部部長的艾哈邁德·馬田-達夫塔里執行穆罕默德·摩薩台政府的世俗化改革，他指出過時的伊斯蘭教法已無藥可救：
|  | 伊斯蘭教法停滯不前……還是那樣的僵化，欠缺變化和靈活性。它維持著率性和特立獨行的本質，把私有財產視如禁臠，敵視任何偏離……伊斯蘭教法著重權責分明，嫌惡任何不確實和模糊的東西，反對現代重商主義催生的投機精神……現代歐洲實在法卻不抗拒包括社群、公眾利益、國家至高權力等社會主義的概念…… |

伊斯蘭教法的宗教性質經常被西方貶評是非理性和不能適應變化的法律系統，沒有可行的特性，部分在西方生活的穆斯林也認為它是過時的法律體系，被西方的世俗法律框架取之代之。荷蘭東方學家克里斯蒂安·斯努克·赫爾格隆傑認為法律必須是可塑的，以符合實際需要，但伊斯蘭教法學學派沒有意識到這一點，繼續脫離現實地發展他們的法律，他認為一成不變的伊斯蘭教法並不實用。德國法學家馬克斯·韋伯也認為伊斯蘭教的法律思想特別頑固，因為《古蘭經》被視為是真主之言，不能隨意改變。

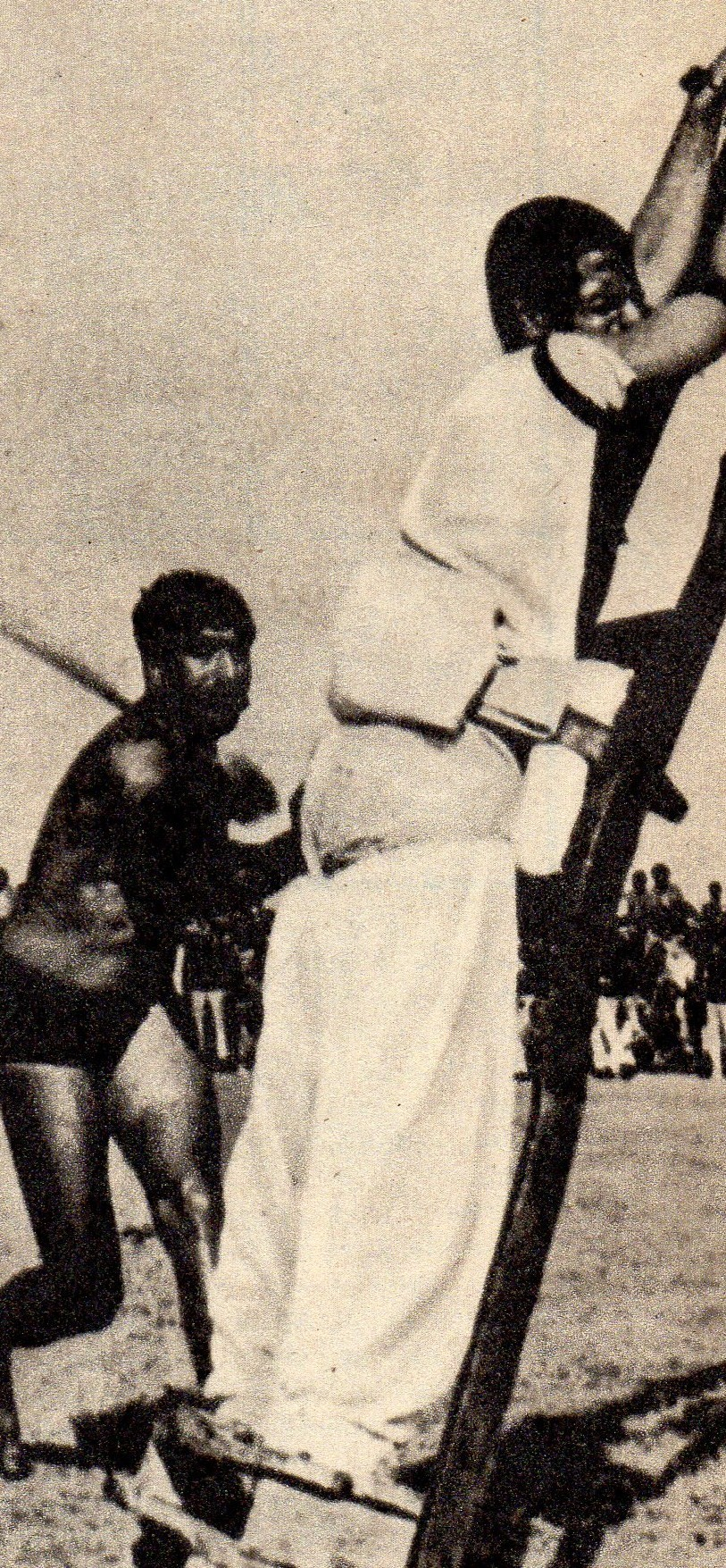
根據伊斯蘭教法，一位男子被處以鞭刑。

### 刑罰
嚴苛的伊斯蘭教刑法是伊斯蘭教法的基石之一，監禁、罰款、鞭刑、報復都是懲治犯罪的手段，反真主及嚴重罪行更可被處以死刑和截肢，有意見指伊斯蘭教法的刑罰殘酷、嚴苛、不人道及不合比例。與偷竊、通姦、誹謗等罪行造成的危害相比，斬去手部及鞭刑的懲罰難言勻稱。穆斯林難以把《古蘭經》和聖訓裡所述的刑罰與現代的社會行為規範接軌。這些刑罰經常都引起外界的討論和譴責，並將之形容為「野蠻」。
汶萊在2019年引入伊斯蘭教刑法後，人權監察發表了聲明，稱新刑法「野蠻成性」，並呼籲汶萊蘇丹「立即廢止截肢、石刑及其他濫刑的法律條款和刑罰」。聯合國人權事務高級專員辦事處亦對沙特阿拉伯的死刑、截肢刑罰表達過關注，呼籲當局停止採用如此殘酷、不人道、侮辱性的懲罰。國際特赦組織亦指責伊朗的相關刑罰是「可憎的酷刑」，又稱這種「蓄意使人殘廢和受傷的做法無法彰顯正義」。此外，國際特赦組織和其他人權組織又指以眼還眼的基沙斯刑罰殘忍，等同酷刑。記者內斯里納·馬利克批評可取代基沙斯的血金使富人和權貴得以有罪不罰，扭曲了公義，「使之可以逍遙法外，是罰則不一、含糊曖昧的變量」。
不過，伊斯蘭教法學者強調，不論是在當代還是歷史上的穆斯林國家，這些傳統上的刑罰都極少執行。印尼伊斯蘭統一體的領導人艾哈邁德·哈桑承認伊斯蘭教法嚴酷，但他稱法律本應就要令人畏懼，又指出「90%非穆斯林國家的法律都是出於這個目的，然而犯罪問題在非穆斯林國家更為嚴重」。有意見認為，伊斯蘭教法針對多項罪行的嚴刑有助於改善治安，例如沙特阿拉伯落實伊斯蘭教法後嚴格和迅速執行刑罰，令犯罪率急劇下降。支持伊斯蘭教法的一方又認為，嚴格的伊斯蘭教法反映了其高度關懷社會大眾，除了受害者的利益，刑罰還要衡量性命、財產、經濟生產、宗教和文明風氣等整體社會利益，這樣考慮的話，這些刑罰其實是合乎比例。

### 非穆斯林的待遇
根據伊斯蘭教法，生活在伊斯蘭國家的非穆斯林少數族群被稱為齊米，他們需要繳納一種名為吉茲亞的稅項，換取他們得以安居在穆斯林的國土上，並可以繼續奉行他們的宗教信仰。齊米的規定經常都成為熱話，討論伊斯蘭教是否能容納非穆斯林的存在。一些人指出這反映出伊斯蘭教思想在本質上的排他性，另一些人認為齊米在現實世界上的應用有限，不應被視為是伊斯蘭教法對待宗教少數族裔的特有立場。伊斯蘭教法的支持者認為，歷史上的非穆斯林得以在伊斯蘭教的法律體制下安居樂業，但非穆斯林受到歧視和壓迫的情況確實存在。
針對齊米的歧視源於哈里發時代，非穆斯林針對穆斯林證供在法庭上不獲採納，謀殺非穆斯林不被視作與謀殺穆斯林一樣嚴重，學者阿卜杜勒阿齊茲·薩切迪納指出齊米的地位「不如最敗壞、最墮落的穆斯林」。奧斯曼帝國實施的米利特制度使國內的基督徒和猶太人獲得齊米的地位，他們享有一定的自治權，並得到國家的保護，但「根據現代人權學說，明確劃分宗教信徒可被視為是壓迫」。改革派認為，在現代伊斯蘭國家，吉茲亞和齊米的概念都不可接受，例如埃及專欄作家法赫米·胡瓦伊迪認為齊米在伊斯蘭教法裡的法理依據薄弱，並提出這早在伊斯蘭教出現之前已經存在，並非伊斯蘭教創立。
不過，有學者指出，在歷史上，接受穆斯林統治的猶太人過得比基督教國家的猶太人要好。至於生活在穆斯林國家的基督徒，即使是科爾多瓦哈里發國的基督教聖人尤洛吉烏斯也承認他們獲准在國內不受限制地以基督徒自居。儘管齊米不能享有穆斯林的特權，但同時他們亦免於承擔穆斯林特有的義務。在其他方面，穆斯林和齊米基本上是平等，特別是財產、合同上的權責。
非穆斯林在以穆斯林為主的國家或自稱是伊斯蘭國家的國家是否合適出任官職或服役是一個令人頭痛的問題，例如信奉基督教的科普特人應否獲准在軍中服役在埃及引發過爭論。在巴基斯坦，非穆斯林可以入伍，但據信奉基督徒的巴基斯坦軍官反映，非穆斯林在入伍考核當中遭到歧視，導致每年只有不到3%的非穆斯林得以入伍。在大部分現代穆斯林國家，除了國家元首及總理之外，不論任何宗教信仰的民眾皆可出任公職。在突尼西亞、敘利亞及巴基斯坦，非穆斯林不得出任其他高級官職。

### 婦女權利
婦女在伊斯蘭教法裡的法定地位、權利與義務在多年來引起熱話，並引發了許多爭議。有支持現代化及實施世俗法律的意見認為，伊斯蘭教法的父權制度完全掌控了伊斯蘭社會，剝削了婦女充分發揮才能，她們被視作二等公民。多個穆斯林國家被指實施了造成性別不公的家事法，在離婚、兒童監護權、財政權責上的法例都有違追求性別平等的人權思想。另有意見認為，儘管伊斯蘭教法的某些裁定偏向父權，但有其他方面的裁定支持婦女權益，特別是她們在婚內的權利。

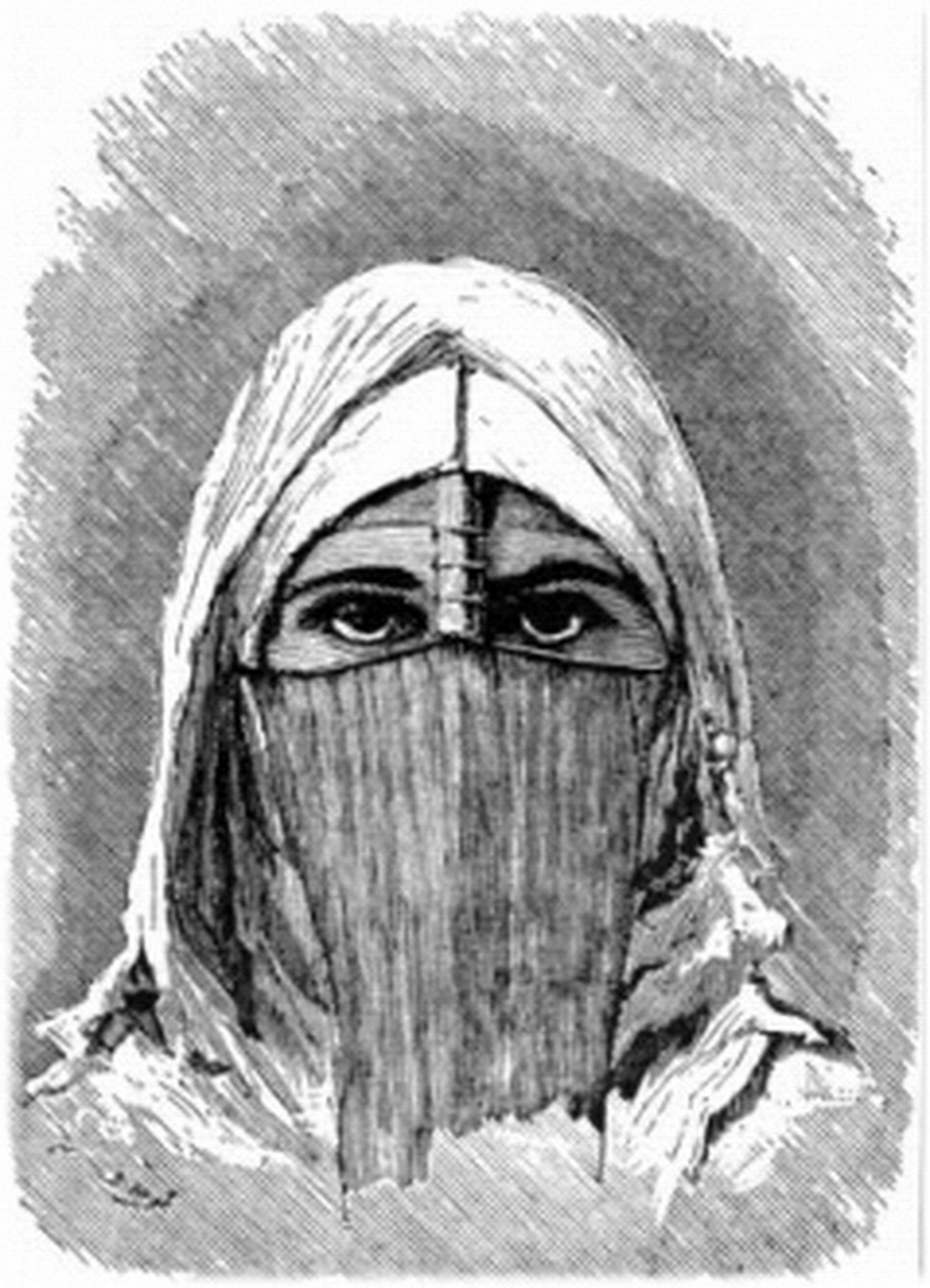
有社會學家認為強制婦女佩戴面紗的規定使她們受到迫害。

社會學家海德·莫吉西批評婦女在伊斯蘭教法裡的地位不如男子，「命如糞土」到男子「強姦和殺害女性不受懲治」，又指婦女在公共場所須強制佩戴面紗，相關法例導致婦女「受到迫害、監禁及鞭打」。學者萊拉·艾哈邁德認為隨著伊斯蘭教法的發展，婦女的自主權利受到越來越多的限制，因為「伊斯蘭教主流不甚注重解讀婦女的宗教倫理信條」，結果導致婦女在法律平權方面的論述難以有跡可尋。穆斯林學者沙菲克·哈伊姆認為傳統上的父權解讀存在性別傾向，對婦女不公，有違伊斯蘭教提倡的平等和公義精神。他認為有必要拆解一夫多妻制、離婚、繼承及其他方面的父權法學解讀。穆斯林女權主義者亦試圖推翻《古蘭經》和聖訓的傳統解讀，重新評估婦女在伊斯蘭教裡的角色，並推動改革，使有關婦女的法律和社會習俗切合《古蘭經》的性別平等表述。
學者海法·哈拉法拉反駁西方批評伊斯蘭教法壓制婦女，她認為這些批評認定了伊斯蘭教法不會變更，在分析經文時沒有考慮時代背景。 另一位學者阿米拉·愛資哈里·桑博爾認為伊斯蘭教法在歷史上具彈性，在許多情況下都利於婦女，西方的世俗化改革反而壓榨婦女。作家卡西姆·艾敏指出伊斯蘭教法是「最早規定男女平等的法律體系」，一些新傳統主義者引用《古蘭經》和聖經來印證「伊斯蘭教法賦予婦女各種權利」、「伊斯蘭教法尊敬婦女、保護婦女」。
有批評指伊斯蘭教法在性別上有雙重標準，例如繼承法規定婦女可獲的繼承份額是其兄弟的一半，婦女作為證人的價值只及男子的一半。可是，作家凱倫·阿姆斯壯表示，在伊斯蘭教出現之前的阿拉伯，殺害女嬰是常見做法，當時的婦女完全沒有權利可言，被視為低等物種或奴隸。儘管先知穆罕默德確立的女權比不上男子享有的權利，但女子享有繼承權和證言效力已是劃時代的思想。她又指出，即使在現代，「我們仍然在為女性的平權而努力」。
儘管強迫婚姻在伊斯蘭世界時有發生，但大部分專家都認為伊斯蘭教法不允許強迫婚姻。歷史上有法學家指出名譽殺人的依據是「去除罪孽」，現代的沙特阿拉伯以傳統習俗為由允許殺害使家庭蒙羞的婦女，但崇尚自由主義的穆斯林指出《古蘭經》和聖訓皆無依據，故稱名譽殺人不符合伊斯蘭教法。女性割禮在《古蘭經》裡亦無法律依據，至於在聖訓裡是否有相關的說明則沒有共識，各個法學學派對於應否禁止女性割禮各執一詞。

## 註腳
1. ↑  Janin & Kahlmeyer（2015年），第1-2页
2. ↑  Khan（2003年），第185页
3. ↑  Akgündüz（2010年），第20页
4. ↑  Esposito（2000年），第135页
5. ↑  Westbrook（1993年），第870-871页
6. 1 2  Stowasser & Haddad（2004年），第22页
7. ↑  Morgan（2010年），第169页
8. ↑  Woolf（2017年），第420页
9. ↑  Afsaruddin（2015年），第25页
10. ↑  Sultan（2011年），第256页
11. ↑  Affi & Affi（2014年），第xvi页
12. ↑  Lane（1968年），第1535页
13. 1 2  Saeed（2021年），第14页
14. ↑  Ramadan（2003年），第42页
15. ↑  Tomlins & Dubber（2018年），第86页
16. ↑  Possamai，Turner & Richardson（2023年），第26-27页
17. ↑  Ali（2016年），第28页
18. ↑  Coulson（1978年），第1-4页
19. ↑  Peters & Bearman（2014年），第111页
20. ↑  Joseph（2012年），第8页
21. ↑  Esposito & DeLong-Bas（2018年），第35页
22. ↑  Sajoo（2018年），第21-22、26页
23. ↑  Coulson（1978年），第4页
24. ↑  Salaymeh（2016年），第21-22页
25. ↑  Dubber & Tomlins（2018年），第760页
26. ↑  Peters & Bearman（2014年），第14页
27. ↑  Schacht（1979年），第1页
28. ↑  Goitein（1960年），第23-29页
29. ↑  Motzki（2002年），第296页
30. ↑  Dutton（1999年），第4页
31. ↑  Williams（2008年），第74-75页
32. ↑  Khadduri & Liebesny（1955年），第34-35页
33. ↑  Rafiq（2016年），第114页
34. ↑  Siddiqui（2018年），第2页
35. ↑  Peters & Bearman（2014年），第19页
36. ↑  Powers（2006年），第5页
37. ↑  Johansen（1988年），第1页
38. ↑  Rabb（2015年），第8页
39. ↑  Janin & Kahlmeyer（2015年），第11-12页
40. ↑  Amer & Ahmed（2013年），第7页
41. ↑  Esmaeili，Marboe & Rehman（2017年），第65页
42. ↑  Bowering，Crone & Mirza（2013年），第547页
43. ↑  Janin & Kahlmeyer（2015年），第31-32页
44. ↑  Hallaq（2005年），第21-24页
45. 1 2  Khadduri & Liebesny（2008年），第352页
46. ↑  Emon & Ahmed（2019年），第393页
47. ↑  Salvatore，Tottoli & Rahimi（2018年），第148页
48. ↑  Hallaq（2016年），第597页
49. ↑  Armajani（2004年），第86页
50. ↑  Stump（2008年），第192页
51. ↑  Gozzi（2021年），第130页
52. ↑  Coulson（1978年），第64页
53. ↑  Powers，Spectorsky & Arabi（2013年），第3页
54. ↑  Powers（2002年），第2页
55. ↑  Ahmed（2012年），第1页
56. ↑  Jokisch（2011年），第514页
57. ↑  Makdisi（2022年），第21页
58. ↑  Akyol（2011年），第115页
59. ↑  Emon & Ahmed（2019年），第427页
60. ↑  Fierro（2005年），第127页
61. ↑  Reisch（2014年），第63-64页
62. ↑  Dickson（2015年），第24页
63. ↑  Lapidus（2002年），第165-166页
64. ↑  Anheier & Juergensmeyer（2012年），第1530页
65. ↑  Fierro（1999年），第227页
66. ↑  Kersten & Olsson（2014年），Ijtihad During the Occulation of the Twelfth Imam
67. ↑  Lapidus（2002年），第228页
68. ↑  Lewis（2018年），第86页
69. ↑  Baderin（2021年），第15页
70. ↑  Lane（2006年），第220页
71. ↑  May（2013年），第183页
72. ↑  Smith（2007年），第97页
73. ↑  Imber（2003年），第225页
74. ↑  Duindam等（2013年），第92页
75. ↑  Emon & Ahmed（2019年），第440页
76. ↑  Gesink（2009年），第103页
77. ↑  Peters & Bearman（2014年），第8页
78. ↑  Emon & Ahmed（2019年），第557-558页
79. ↑  Subtelny（2007年），第26页
80. ↑  Juergensmeyer & Roof（2012年），第959页
81. ↑  Janin & Kahlmeyer（2015年），第83页
82. ↑  Burak（2015年），第207页
83. ↑  Black，Esmaeili & Hosen（2013年），第19页
84. ↑  Lipman（2016年），第19页
85. ↑  Osella & Osella（2013年），第56-57页
86. ↑  A ́goston & Masters（2010年），第260页
87. ↑  Silverstein（2010年），第114页
88. ↑  Ahmad（2006年），第23页
89. ↑  Baderin（2014年），第337页
90. ↑  Browers & Kurzman（2004年），第37页
91. ↑  Emon，Ellis & Glahn（2012年），第65页
92. ↑  Gozzi（2021年），第100页
93. ↑  Masud（2022年），第10页
94. ↑  Korteweg & Selby（2012年），第198页
95. ↑  Fegiery（2016年），第18页
96. ↑  Taji-Farouki & Nafi（2004年），第64-67页
97. ↑  Fadl，Ahmad & Hassan（2019年），第391页
98. ↑  Masud（2022年），第108页
99. ↑  Souaiaia（2021年），第100页
100. ↑  Salamey（2016年），第42页
101. ↑  Esposito & DeLong-Bas（2018年），第54-55页
102. ↑  Janin & Kahlmeyer（2015年），第29页
103. ↑  Shelton（2013年），第20页
104. ↑  Abdulla & Keshavjee（2018年），第3页
105. ↑  Farmer（2007年），第61页
106. ↑  Çakmak（2017年），Sharia
107. ↑  Kheirabadi（2004年），第61页
108. 1 2  Peters & Bearman（2014年），第2页
109. ↑  Esposito（2010年），第106页
110. ↑  Crisp（2017年），第129页
111. ↑  Brown（2011年），第163页
112. ↑  Anckar（2021年），第51页
113. ↑  Stanton等（2012年），第386页
114. ↑  Balentine（2020年），第546页
115. ↑  Peters（2005年），第64-65页
116. ↑  Matusitz（2020年），第168页
117. ↑  Clark（2011年），第269页
118. ↑  Khadduri & Liebesny（1955年），第335页
119. ↑  Esposito & DeLong-Bas（2018年），第132-133页
120. ↑  Asad（1961年），第34-36页
121. ↑  Poya（2018年），第62页
122. ↑  Mahazan & Rafiki（2021年），第165页
123. ↑  Black，Esmaeili & Hosen（2013年），第40页
124. ↑  Black，Esmaeili & Hosen（2013年），第217页
125. ↑  Peters & Bearman（2014年），第164页
126. ↑  Warren（2010年），第5页
127. ↑  Esposito（2011年），第179页
128. ↑  Dubber & Hörnle（2014年），第251-253页
129. ↑  Bassiouni（1999年），第136页
130. ↑  Roberson & Das（2016年），第164页
131. ↑  Ebbe（2013年），第221页
132. ↑  Mbuba（2023年），第266页
133. ↑  Hakeem，Haberfeld & Verma（2012年），第15-16页
134. ↑  Burns（2014年），第122-123页
135. ↑  Esposito（2004年），第318页
136. ↑  Al-Daghistani（2021年），第156页
137. ↑  Askari，Iqbal & Mirakhor（2015年），第43-44页
138. ↑  Black，Esmaeili & Hosen（2013年），第176页
139. ↑  Baderin（2017年），第xxiv页
140. ↑  Hassan & Lewis（2007年），第72页
141. ↑  Hassan，Rashid & Rabbani（2022年），第9页
142. ↑  Visser（2009年），第45页
143. ↑  Burns（2014年），第74-78页
144. ↑  Affi & Affi（2014年），第206页
145. ↑  Lewis & Algaoud（2001年），第53页
146. ↑  Jany（2020年），第190页
147. ↑  Beckett（2024年），第41页
148. ↑  Naʻīm（2002年），第2、9页
149. ↑  An-Na'im（2011年），第136页
150. ↑  Joseph & Najmabadi（2005年），第441页
151. ↑  Ali（2016年），第79页
152. ↑  Nasir（2021年），第44-45页
153. ↑  Baderin（2017年），第213页
154. ↑  Ali（2016年），第100页
155. ↑  Peters & Bearman（2014年），第265页
156. ↑  Abiad（2008年），第15页
157. ↑  Yaqub（2022年），第39页
158. ↑  Samadi（2021年），第126-128页
159. ↑  Najmabadi & Joseph（2003年），第1页
160. ↑  Fadel（2023年），第273页
161. ↑  Khadduri & Liebesny（1955年），第160-161页
162. ↑  Mallat（2007年），第358页
163. ↑  Hussain（2005年），第58-61页
164. ↑  El-Rahim，Spear & Al-Teinaz（2020年），第xxxiv页
165. ↑  Campo（2009年），第198页
166. ↑  Peters（2007年），第183页
167. ↑  Al-Kaysi（2015年），第17-18页
168. ↑  Adamec（2016年），第149页
169. ↑  Esposito & DeLong-Bas（2018年），第127页
170. ↑  MacKinlay（2010年），第120页
171. ↑  Leaman（2022年），第285页
172. ↑  Powell（2019年），第40页
173. ↑  Mekky（2023年），第13页
174. ↑  Kurtz（2008年），第1866页
175. ↑  May（2018年），第298页
176. ↑  Peters & Bearman（2014年），第202页
177. ↑  Ramadan（2006年），第84页
178. ↑  Hensel（2016年），第156页
179. ↑  Possamai，Turner & Richardson（2016年），第48页
180. ↑  Bennett（2013年），第208页
181. ↑  Weiss（1998年），第120页
182. ↑  Ramadan（2006年），第6页
183. ↑  Omar（1997年），第179页
184. ↑  Samadi（2021年），第59-60页
185. ↑  Stilt（2011年），第27页
186. ↑  Akhlaq（2023年），第83页
187. ↑  Hallaq（2009年），第27页
188. ↑  Samadi（2021年），第52页
189. ↑  Bhojani，Rooij & Bohlander（2019年），第27页
190. ↑  Davids & Waghid（2019年），第101页
191. ↑  Sherif，Cotran & Sharīf（1999年），第535页
192. ↑  Sindima（2017年），第147页
193. ↑  Affi & Affi（2014年），第xxvii页
194. ↑  Rane（2010年），第44页
195. ↑  Coulson（2014年），第86-87页
196. 1 2  Ramadan（2006年），第25页
197. ↑  Janin & Kahlmeyer（2015年），第51页
198. ↑  Esposito & Voll（1996年），第44页
199. ↑  Meddeb & Stora（2013年），第692页
200. ↑  Glenn（2010年），第209页
201. ↑  Hussain（2011年），第9页
202. ↑  Das & Eterno（2010年），第243页
203. ↑  Domingo（2010年），第20页
204. ↑  Zahraa（2000年），第170页
205. ↑  Peters & Bearman（2014年），第224页
206. ↑  Hassan（1981年），第34-36页
207. ↑  Emon，Ellis & Glahn（2012年），第110页
208. ↑  Black，Esmaeili & Hosen（2013年），第8页
209. ↑  Bowering，Crone & Mirza（2013年），第203页
210. ↑  Menski（2006年），第337页
211. ↑  Stilt（2011年），第33页
212. ↑  Krishna-Hensel（2016年），第16页
213. ↑  Costa，Zolo & Santoro（2007年），第531页
214. ↑  Biagi，Mazzone & Frosini（2020年），第142页
215. ↑  Roberson（2004年），第85页
216. ↑  Neusner & Sonn（1999年），第116页
217. ↑  Peters（2005年），第8-10页
218. ↑  Emon，Ellis & Glahn（2012年），第61页
219. ↑  Murvar（2013年），第176页
220. ↑  Bennett（2020年），第96页
221. ↑  Fitzpatrick & Walker（2014年），第329页
222. ↑  Terrill（2013年），第572页
223. ↑  Khadduri & Liebesny（1955年），第275-277页
224. ↑  Coulson（2014年），第121页
225. ↑  Alserhan（2012年），第48页
226. ↑  Cosman & Jones（2009年），第144页
227. ↑  Zubaida（2003年），第59页
228. ↑  Emon & Ahmed（2019年），第334页
229. ↑  Bowering，Crone & Mirza（2013年），第207页
230. ↑  Roberson & Das（2016年），第175页
231. ↑  Baderin（2017年），第xxviii页
232. ↑  Peters & Bearman（2014年），第83页
233. ↑  Miura（2016年），第205、241-242页
234. ↑  Burns（2014年），第129页
235. ↑  Terrill（2013年），第568页
236. ↑  Baderin（2021年），第128页
237. ↑  Hathaway & Barbir（2014年），第119页
238. ↑  Esposito & DeLong-Bas（2018年），第21页
239. ↑  Naʻīm（2002年），第27-28页
240. ↑  Menski（2006年），第359页
241. ↑  Anishchenkova（2020年），第75-76页
242. ↑  Delaney & Dixon（2018年），第126页
243. ↑  Janin & Kahlmeyer（2015年），第158页
244. ↑  Hefner（2011年），第121页
245. ↑  Kamrava & Dorraj（2008年），第293页
246. ↑  Naʻīm（2002年），第108页
247. ↑  Grote & Röder（2012年），第79页
248. ↑  Alston & Goodman（2013年），第547页
249. ↑  Hassanien（2010年），第115页
250. 1 2  Kuru（2019年），第38页
251. ↑  Jeppie（2010年），第32-33页
252. ↑  Farrar & Krayem（2016年），第59页
253. ↑  Abiad（2008年），第53-56页
254. ↑  Peters（2005年），第143页
255. ↑  Saborit，Porras & Mazzola（2021年），第185页
256. ↑  Brien，Palmer & Barrett（2007年），第60页
257. ↑  Newman（2010年），第136-137页
258. ↑  Misra（2022年），第131页
259. ↑  Wasti（2009年），第8页
260. ↑  Esposito & DeLong-Bas（2018年），第198页
261. ↑  Wasti（2009年），第42页
262. ↑  Cuvillo，Vujadinović & Strand（2022年），第142页
263. ↑  Lindsey & Butt（2018年），第205页
264. ↑  Ngom，Kurfi & Falola（2020年），第209页
265. ↑  Sodiq（2017年），第105页
266. ↑  Sätre，Gradskova & Vladimirova（2023年），第129页
267. ↑  Fox（2015年），第79-80页
268. ↑  Baderin（2021年），第133页
269. ↑  Emon & Ahmed（2019年），第600-602页
270. ↑  Siddiqi & Zuberi（1993年），第31-32页
271. ↑  Potz & Wieshaider（2004年），第102页
272. ↑  Oberauer，Prief & Qubaja（2019年），第72页
273. ↑  Emon & Ahmed（2019年），第734-735页
274. ↑  Büchler（2013年），第130页
275. ↑  Feldman（2011年），第182页
276. ↑  Meyer（2022年），第356-357页
277. ↑  Enayat（2013年），第117页
278. ↑  Yilmaz（2023年），第182页
279. ↑  Bowen（2003年），第49页
280. ↑  Turner（1998年），第5页
281. ↑  Ramadan（2006年），第48页
282. ↑  Miethe & Lu（2005年），第180页
283. 1 2  Federspiel（2009年），第165页
284. ↑  Barkan & Bryjak（2011年），第23页
285. ↑  Maisel & Shoup（2009年），第85页
286. ↑  Kischel（2019年），第829页
287. ↑  Emon，Ellis & Glahn（2012年），第323页
288. ↑  Phares（2008年），第110页
289. ↑  Sachedina（2000年），第65页
290. ↑  Castellino & Cavanaugh（2013年），第257-258页
291. ↑  Kennedy（2017年），第153页
292. ↑  Abate（2018年），第155-156页
293. ↑  Glenn（2010年），第231页
294. ↑  Neusner（2003年），第181页
295. ↑  Ruhland（2019年），第141页
296. ↑  Esposito（1998年），第336页
297. ↑  Emon & Ahmed（2019年），第781页
298. ↑  Gopal & Salim（1998年），第203页
299. ↑  Kusha（2017年），第83页
300. ↑  Emon，Ellis & Glahn（2012年），第263页
301. ↑  Emon & Ahmed（2019年），第83页
302. ↑  Bennett（2009年），第84页
303. ↑  Emon & Ahmed（2019年），第82-83页
304. ↑  Tagliacozzo（2009年），第373页
305. ↑  Heyneman（2004年），第99页
306. ↑  Sonbol（2021年），第xxi页
307. ↑  Cantlon，Ruether & Keller（2006年），第606页
308. ↑  Wayne（2011年），第345页
309. ↑  Hefner（2016年），第68-69页
310. ↑  Mirola，Monahan & Emerson（2015年），第105页
311. ↑  Büchler（2013年），第42-43页
312. ↑  Najmabadi & Joseph（2003年），第221页
313. ↑  Esposito & DeLong-Bas（2018年），第213-214页